# László Moholy-Nagy
László Moholy-Nagy (20. července 1895, Bácsborsód – 24. listopadu 1946, Chicago) byl maďarský malíř, fotograf a profesor školy Bauhaus. Spolu s exilovými maďarskými fotografy Brassaïem a André Kertészem byl významným avantgardním fotografem v Evropě.

## Život a dílo
Narodil se v roce 1895 v Bácsborsódu v Maďarsku. Původně studoval práva, pak v roce 1914 odešel jako voják rakousko-uherské armády do války. Tři roky po nástupu na frontu byl těžce raněn na ruské frontě. Při rekonvalescenci v Oděse a pak v Szegedu začal kreslit portréty a krajiny. Jeho raná tvorba byla pod vlivem ruských avantgardistů a německých expresionistů. V roce 1918 se vrátil do Budapešti, kde dokončil doktorandské studium práv. Avantgardisticko-expresionistickou tvář měl i časopis Ma (Dnes), který Nagy se čtyřmi přáteli vydal jako manifest a program stejnojmenné skupiny, založené roku 1919.
„Avšak nezáleží na tom, aby se z fotografie stalo umění ve starém slova smyslu, nýbrž záleží na hluboké sociální odpovědnosti fotografujícího, jenž danými základními fotografickými prostředky vykonává práci, kterou nelze jinými prostředky vykonat. Tato práce musí být nepadělaným dokumentem časové reality.“
Moholy-Nagy, 1929

### Léta 1919 – 1920
Léta 1919 až 1920 strávil Nagy ve Vídni. Roku 1921 se setkal v Düsseldorfu s Lisickým, jenž tehdy s Rodčenkem a Tatlinem rozvíjel konstruktivistické teorie slavnými sériemi návrhů architektur. Toto setkání mělo pro Nagye veliký význam. Jeho styky s Lisickým byly po celou řadu příštích let, až do roku 1928, kdy se Lisický po pětileté nepřítomnosti ve vlasti vrátil do Moskvy – velmi živé.

### Léta 1921 – 1923
V letech 1921 až 1923 působil Nagy v Berlíně – stýkal se zde s Herbertem Waldenem, vystavil své první abstraktní kresby v berlínské galerii „Der Sturm“. Roku 1923 jej Walter Gropius povolal do Bauhausu jako uměleckého vedoucího kovodílny. Gropius pozval Moholyho-Nagye do Výmaru na základě manifestu s titulem „Dynamicko-konstruktivní systém sil“, který Moholy-Nagy spolu s Kémenyem publikoval roku 1922 v časopise „Sturm“. Sedmadvacetiletý Nagy se v něm zabýval myšlenkou, která ho neopustila celý život: strojem na krásu. Bez domyšlení této utkvělé Nagyovy představy, jež přetrvala i léta amerického pobytu, aniž ztratila pro autora přitažlivost, nelze pochopit podstatný motiv v jeho životním díle.
„Dynamicko-konstruktivní systém sil“ byl pojednáním o možnosti složité pohyblivé plastiky, spojené s variabilní hrou světel a schopné nekonečných kombinací prostorových vztahů a světelných efektů. Stroj na krásu měl v každém okamžiku nabízet divákovi velmi jemné, ale tím rafinovanější potěšení dokonalé harmonie, měl tuto harmonii vytvářet a precizností své technické harmonie „vyrábět“ kromě krásy i estetickou pravdu.
Nagy pevně věřil, že samotná formální krása je schopna připoutat a obšťastnit člověka. V jeho fotografiích se toto přesvědčení znovu a znovu projevuje a je jedním z klíčů k dešifrování fotografických aktivit Bauhausu.
Nagy byl dále neméně pevně přesvědčen, že krása pro moderního člověka je krásou moderní doby, krásou prostorových vztahů rovnic vyššího řádu, symfonií oceli, skla a světel, že je možné najít její zdroj a vyjádření a že cesta za tímto konečným cílem, spásným a nejvyšším, je cestou neúnavného experimentu. Moholy-Nagy poprvé přistoupil k věčnému problému krásna jako moderní experimentátor, vybavený kromě dobré vůle a přiměřené dávky sensibility i vytrvalým smyslem pro precizní, vědecký přístup k danému problému. Tím stojí Nagy na počátku rozvětveného stromu celé řady moderních a nemodernějších aktivit nejen ve fotografii.

### Bauhaus
Gropia však v roce 1923 nezajímal Nagy jako fotograf, kterého ostatně ani nemohl znát, ale Nagy jako konstruktér „bizarního stroje na krásu“, vyrábějícího nezvažitelný produkt sklem a leštěnou ocelí. Moholymu-Nagyovi připadly v Bauhausu dvě funkce: vedoucího kovodílny a zároveň „starého mistra“ tzv. přípravného kurzu. Od samého počátku bylo zřejmé, že udá dílně nový tón a velmi pevný směr. V roce 1923 jej Gropius jmenoval profesorem. Moholy-Nagy učil až do roku 1928. V té době publikoval řadu děl, jež ukazují novost jeho myšlenek a výzkumů v oblasti materiálů a různých technik.
Brzy po Nagyově nástupu bylo rychle a s konečnou platností skoncováno s přežívajícím zaujetím pro kubismus i tradicionalismus, který nechtěně do práce dílny vnesli techničtí učitelé.
Nagy zdůrazňoval prvotní důležitost formy a její dynamiky i možností poskytovaných moderními objevy. Ještě spíše než v kovodělně se však projevovaly jeho schopnosti a aktivita v přípravném kursu. Snažil se tu docílit výtvarného vnímání a myšlení ve vztahu ke konstrukci, její statice a dynamice, rovnováze a prostoru. Materiálem bylo dřevo, plech, sklo, dráty, šňůry, žáci měli vyřešit složité úkoly, jimiž Moholy-Nagy rozhodně nešetřil. Dokonale esteticky vyřešená kompozice, opřená v jediném bodě a kývající se. Rozčlenění prostoru nad danou základnou průhlednými a neprůhlednými elementy, čímž by se stal prostor vnímatelným…
Kromě práce v kovodělně byl Moholy-Nagy činný i jako spolupracovník Herberta Beyera, vedoucího od jara 1925 do června 1928 tiskařskou dílnu. Moholy-Nagy se ujal grafické úpravy většiny knih vydávaných Bauhausem. V těchto svazcích zanechal odkaz řemeslně vzorné, citlivé a na svou dobu až podivuhodně pokročilé práce.
Fotografií se zabýval už v době, kdy byl povolán do Bauhausu, a ve spolupráci s výtečnou fotografkou, svou manželkou Lucií Moholyovou-Nagyovou, využil jako první na světě zvláštních technik, zejména fotogramu, k experimentální práci v oblasti estetiky optického vnímání. Fotogramy Moholyho-Nagye se blížily např. taktilistickým studiím hmatových vjemů a pocitů textury a faktury rozličných materiálů, které byly prováděny v přípravných kursech za nadšené spolupráce žáků.
Fotografická činnost manželů Nagyových, ačkoli vlastně zcela soukromá a s učební látkou bezprostředně nesouvisející, vzbudila značnou pozornost, zejména když v roce 1924 vyšla manifestační kniha Moholyho-Nagye „Malířství, fotografie, film“. Jestliže přistoupíme na výklad termínu „moderní umění“ jako na uzavřenou, dnes již historickou epochu, skončivší Černým pátkem newyorské burzy v roce 1929, pak uvedená kniha Moholyho-Nagye je jedním z posledních (a nejzávažnějších) sdělení této éry.
Moholy-Nagy, odmítající současnou uměleckou fotografii jako neorganicky a bez vnitřního oprávnění vázanou na formální snahy malířství, učil své žáky znovu vidět a překvapujícím způsobem zobrazovat svět novou perspektivou, zdánlivě náhodnými (ve skutečnosti však dokonale promyšlenými) výřezy, jejichž absurdnost, nevídané nadhledy nebo podhledy by mohly být považovány za pouhou provokaci nebo plytké novotářství, kdyby za nimi nestála rozsáhlá a poctivá teoretická zdůvodňující práce. Fotografie byla pro Moholyho-Nagye buď čistou kompozicí světelných hodnot, nebo zprávou, opticky nedosažitelně názornou a autentickou. Neuznával kompromisy. Pro realizaci světelné kompozice používal záměrně a promyšleně i technik s expresivním abstraktním efektem – montáže, inverze světelných hodnot, dvojího osvětlení, fotografiky. K získání přesné a detailní zprávy však naopak učil žáky používat nejpokročilejších technických pomůcek, tehdejší výtvarnou fotografií jednoznačně odmítaných, a ve své fotografické výuce vycházel spíše z metod např. kriminalistické a lékařské fotografie než z fotografie tzv. umělecké.
Oficiálně byla fotografie do vyučovacích osnov Bauhausu zavedena teprve roku 1929 – to už však Moholy-Nagy z Bauhausu odešel…
Nagy se po příjezdu do Berlína v roce 1928 plně věnoval filmovým experimentům a jevištním návrhům pro Státní operu. V období 1928 – 1935 cestoval po Evropě - podíval se do Francie, Skandinávie, Itálie nebo Řecka. V roce 1934 utekl z Německa do Amsterodamu, odkud se dostal přes Kanál do Londýna, kde dva roky pracoval jako režisér trikových a dokumentárních filmů. V roce 1935 vydal v Londýně několik svazků dokumentárních fotografií a začal vytvářet svoje „modulátory prostoru“. Roku 1937 byl Moholy-Nagy vyzván, aby se ujal vedení Nového Bauhausu v Chicagu. Odjel za oceán, ale za rok se ocitl téměř bez prostředků – Nový Bauhaus musel být z finančních důvodů uzavřen. Moholy-Nagy se do Evropy nevrátil. Zůstal v Chicagu, kde roku 1938 zřídil svou vlastní a úspěšnou školu „Institute of Design“ pod tehdejším označením School of Design. Stal se jejím vlastníkem, ředitelem a organizátorem (méně již tvůrčím umělcem) až do své smrti. V roce 1946 ještě vydal v New Yorku čtvrtou edici fotografických esejí The new Vision z roku 1928. Zemřel na leukémii 24. listopadu 1946.

## Zastoupení ve sbírkách
Jeho fotografie jsou také součástí sbírky Fotografis, která byla představena na začátku roku 2009 v Praze.
- Art Institute of Chicago, Chicago, Illinois, USA[5]

## Galerie

### Obrazy, plakáty a koláže
- 1920:
  - Grau-Schwarz-Blau (Grey-Black-Blue), v muzeu Ludwig, v Kolíně nad Rýnem .
  - Složení 19 .
- 1923 :
  - Auf weissen Grund (Na bílém pozadí), v muzeu Ludwig, v Kolíně nad Rýnem .
  - Složení K XVII, v Kunsthalle v Bielefeldu.
- Prostor CH2, olej na plátně [6]

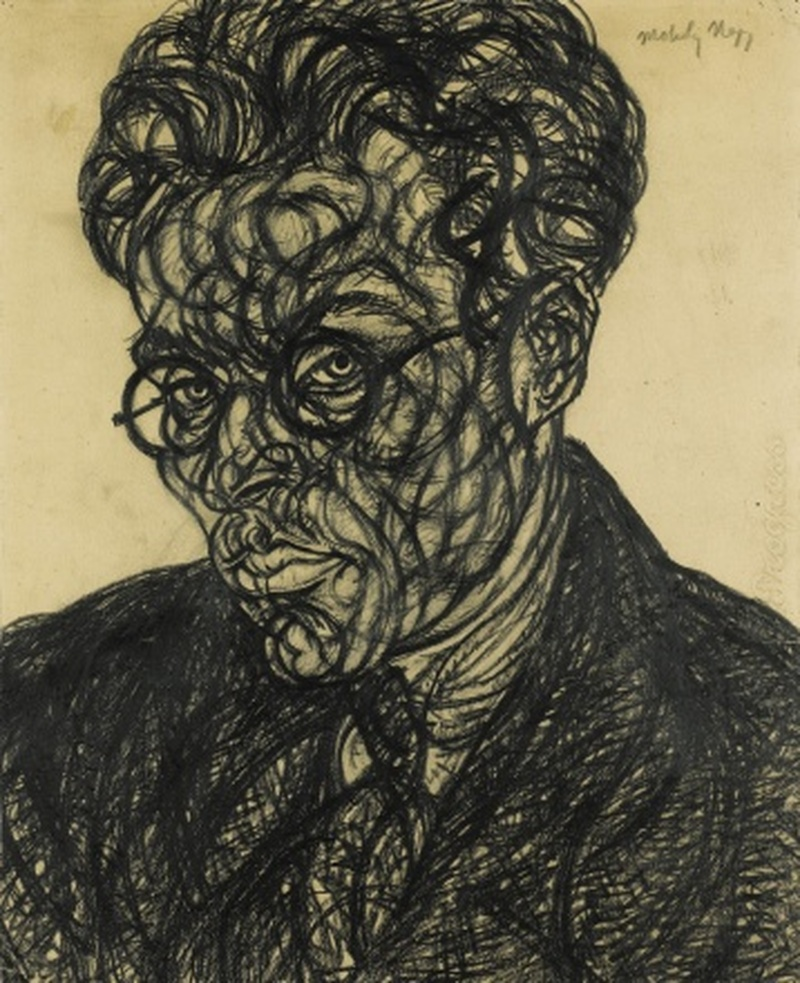
Autoportrét (1918)
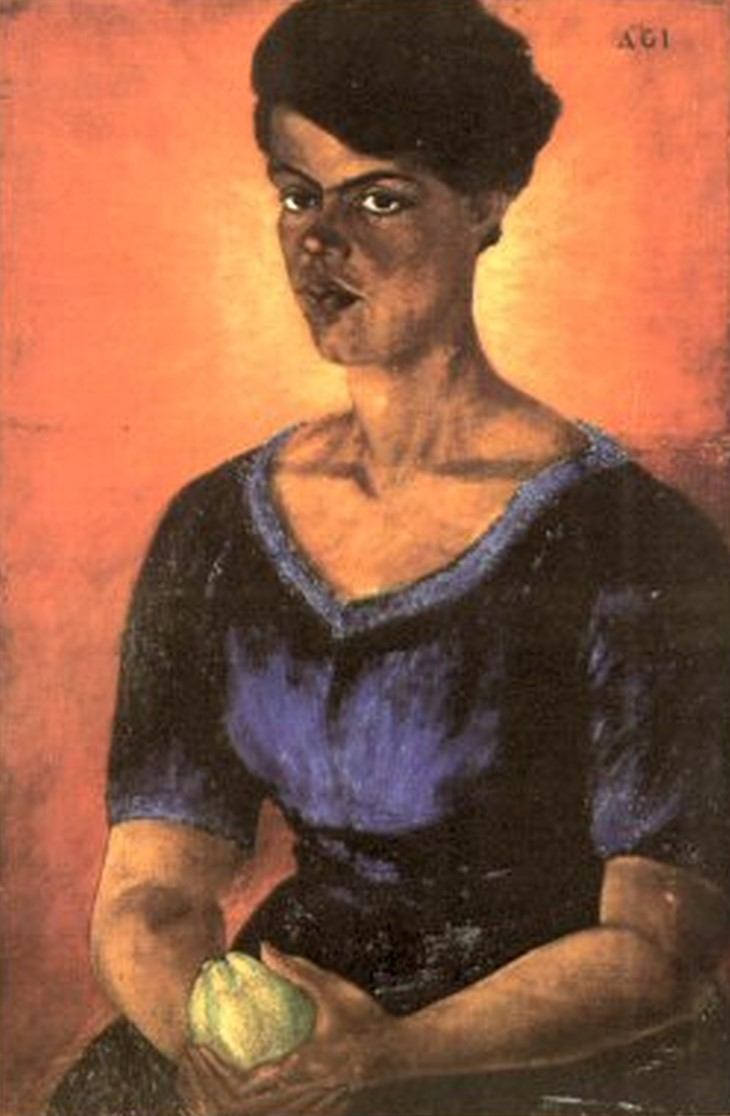
Ágota Fischhof (1918)
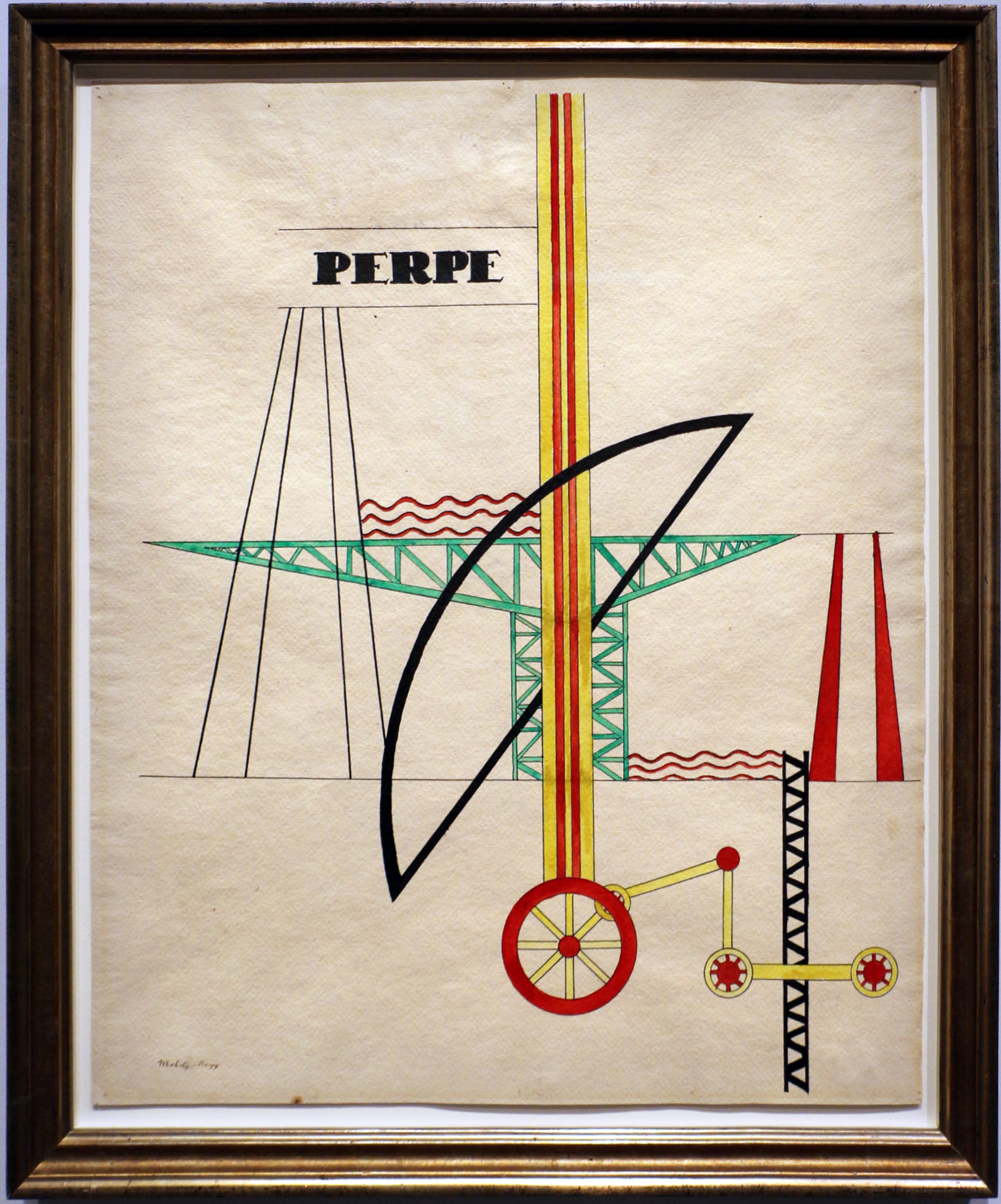
Perpe (1919)
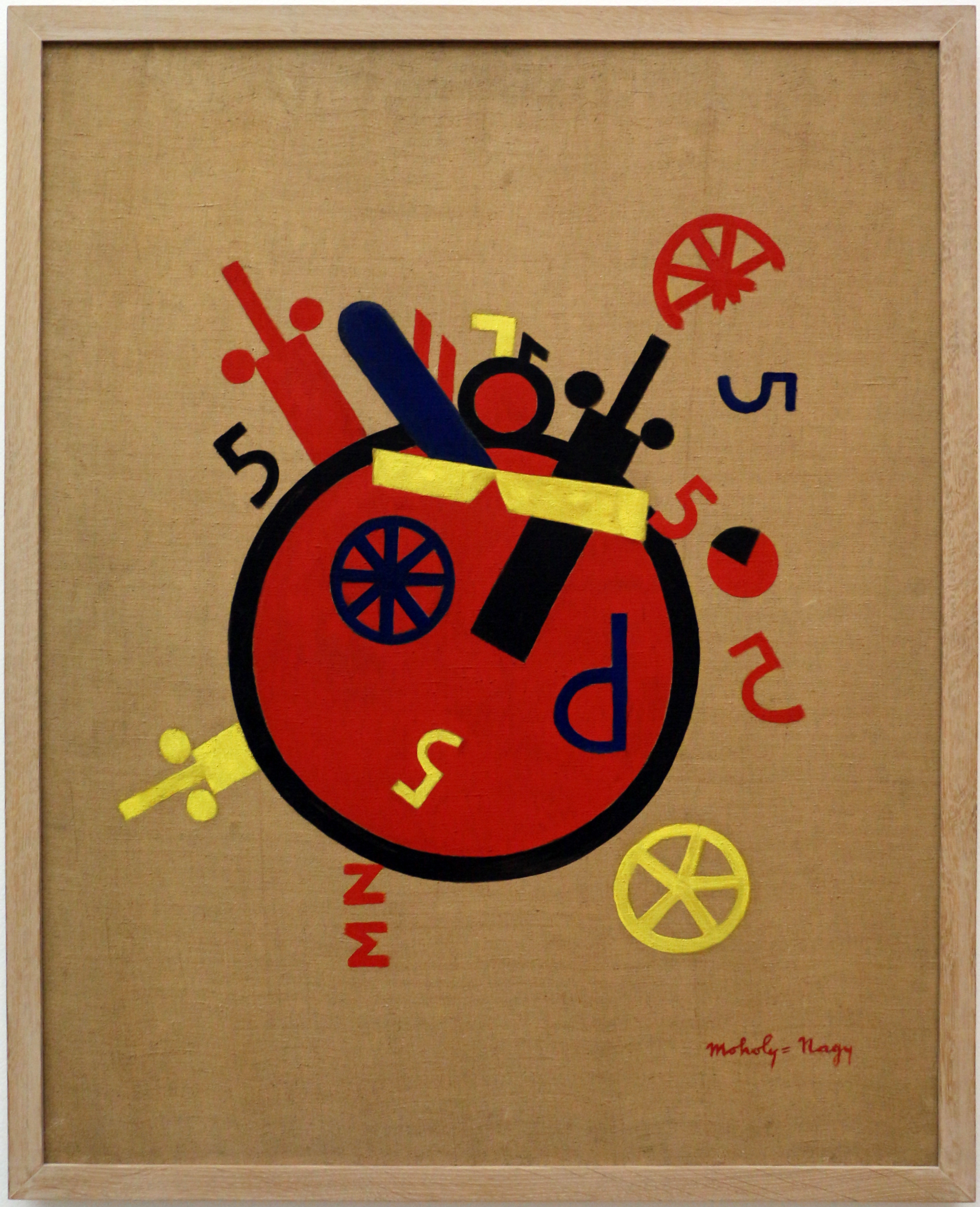
Velký stroj emocí (1920)
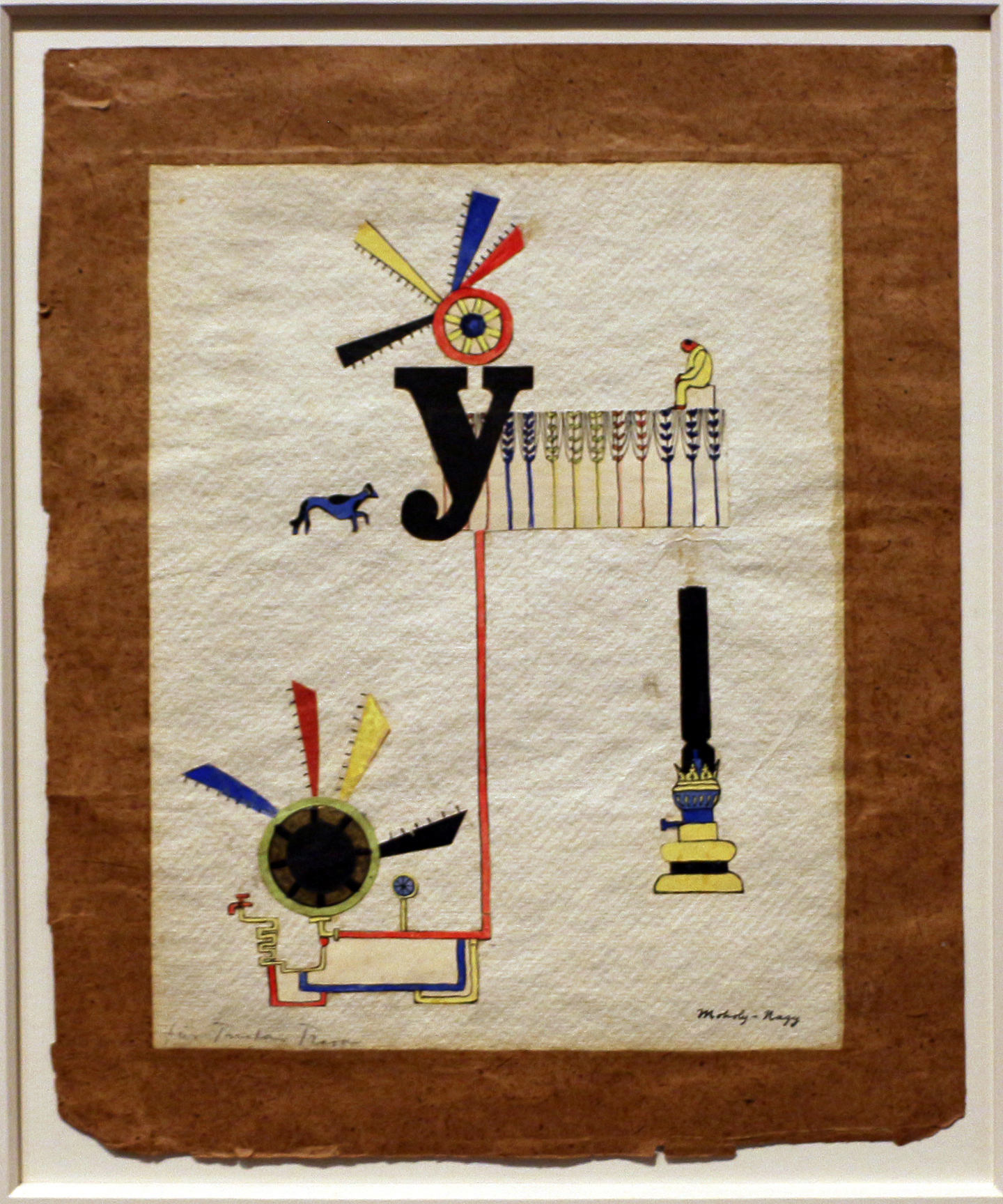
Y (1920-1921)
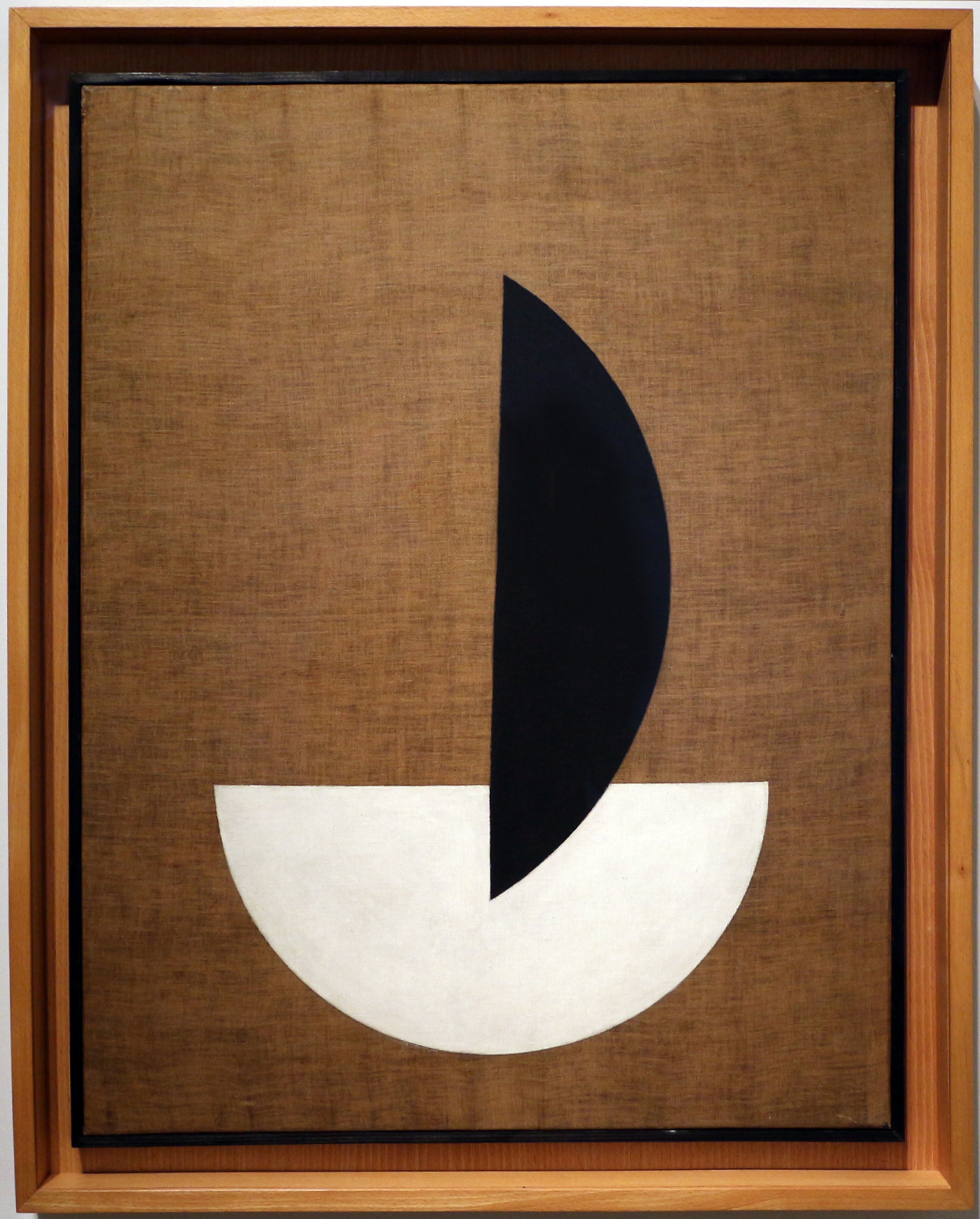
Kruhové segmenty (1921)
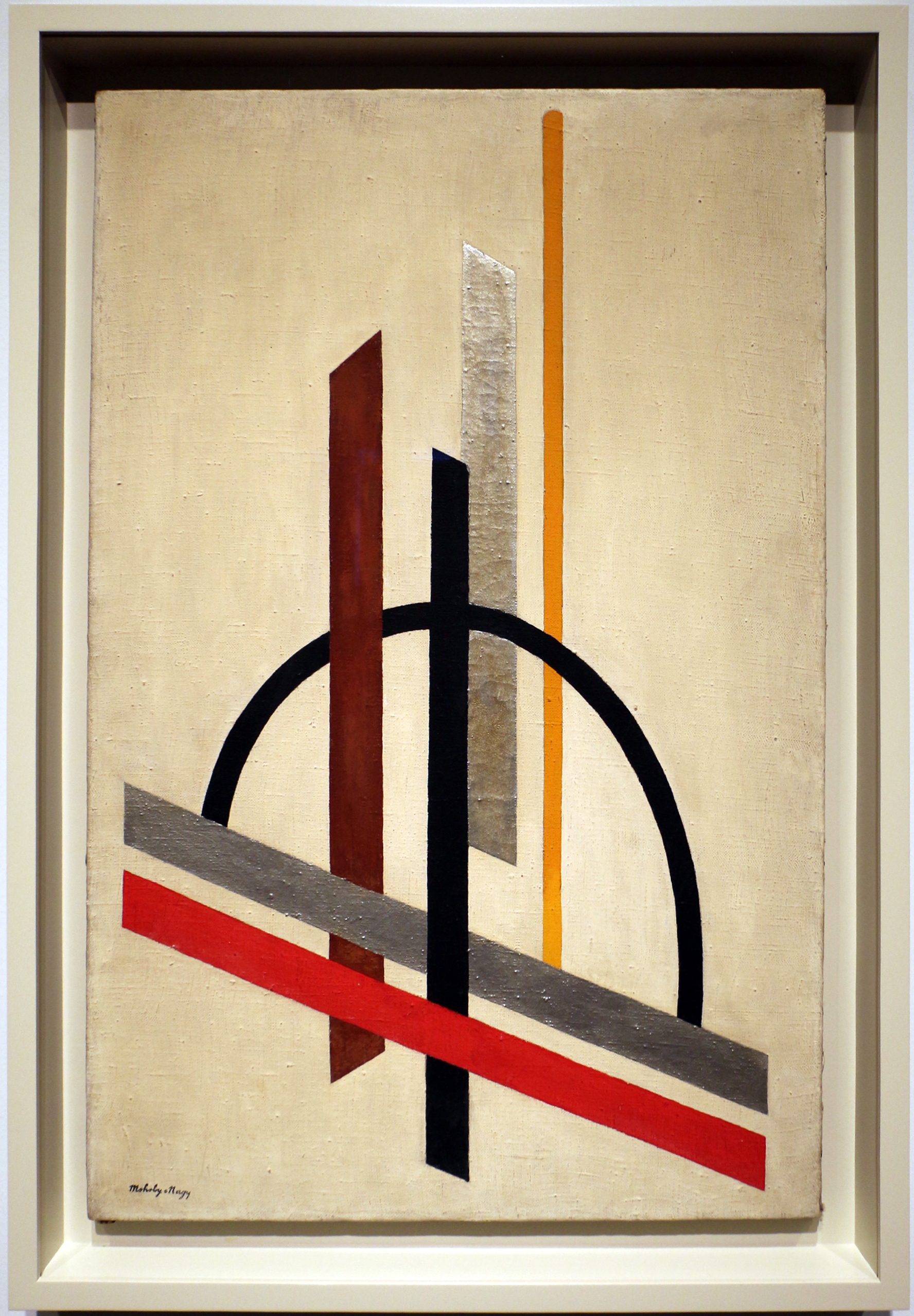
Architektura (výstřední konstrukce) (asi 1921)
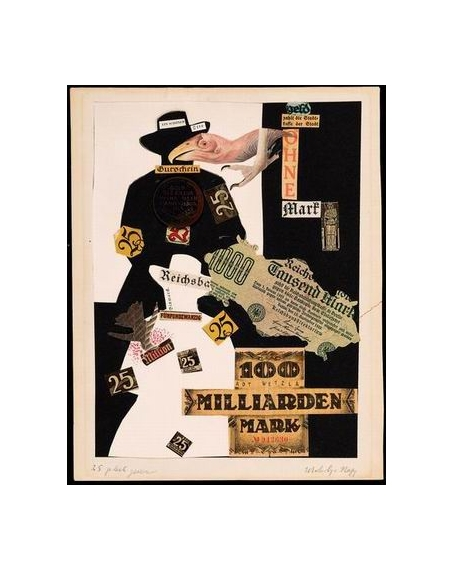
25 Bankruptcy Vultures (1922)
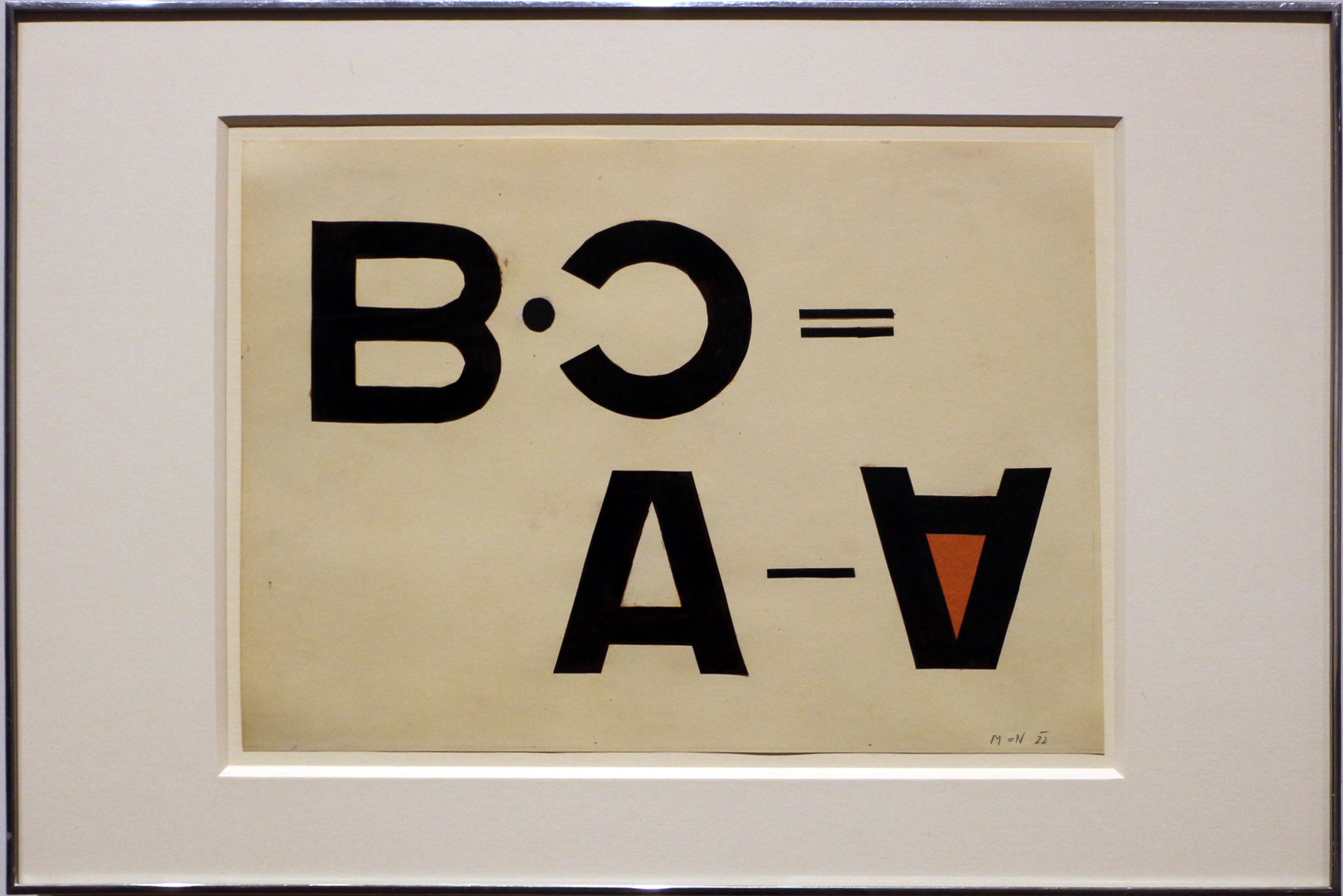
Typografická koláž (1922)
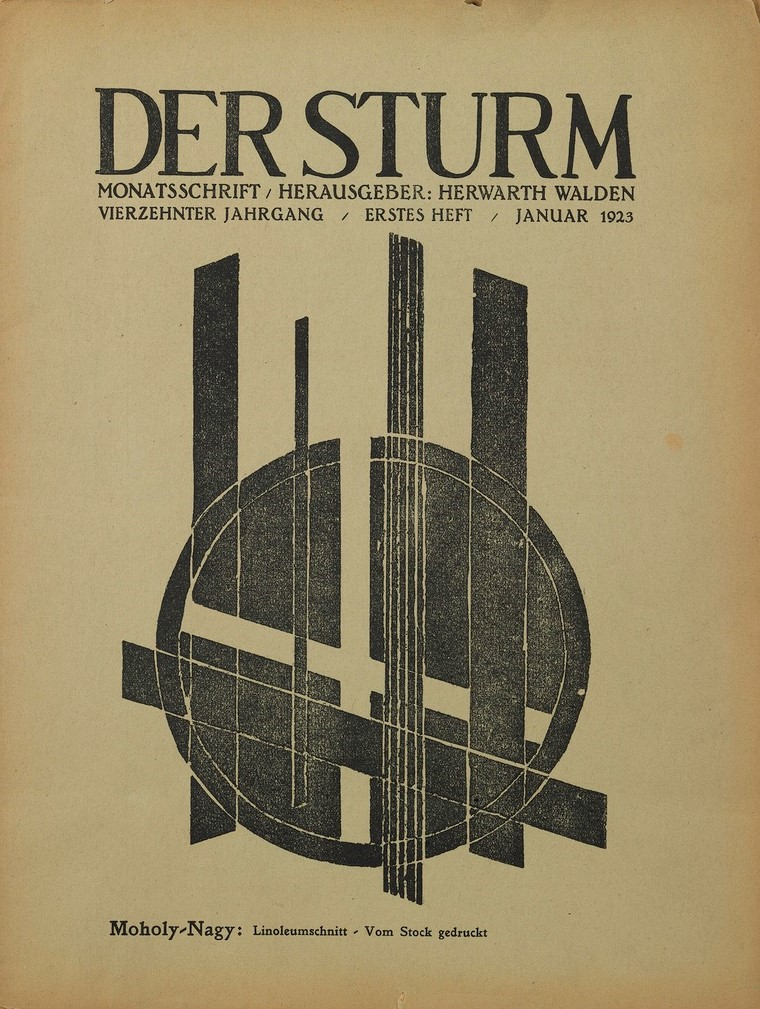
Obálka časopisu Der Sturm (1923)
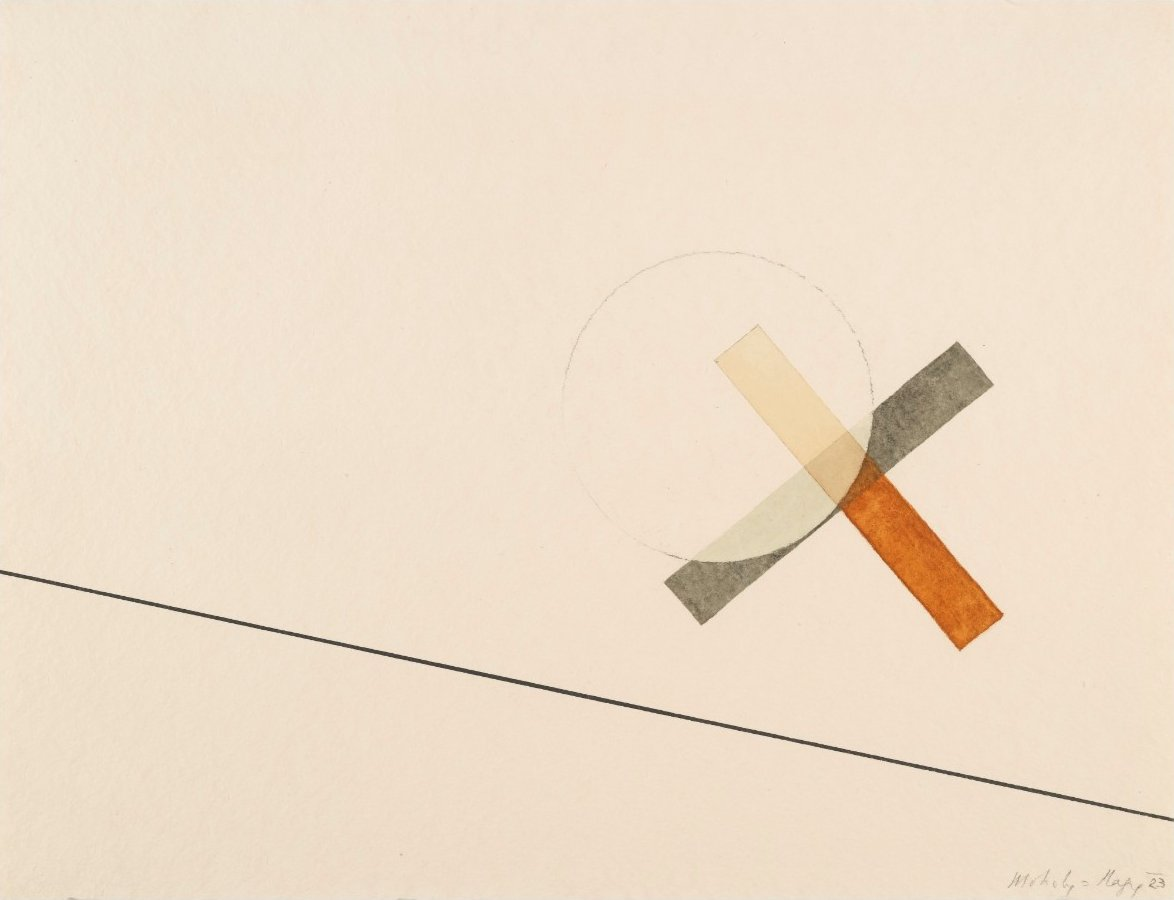
Bez názvu (1923)
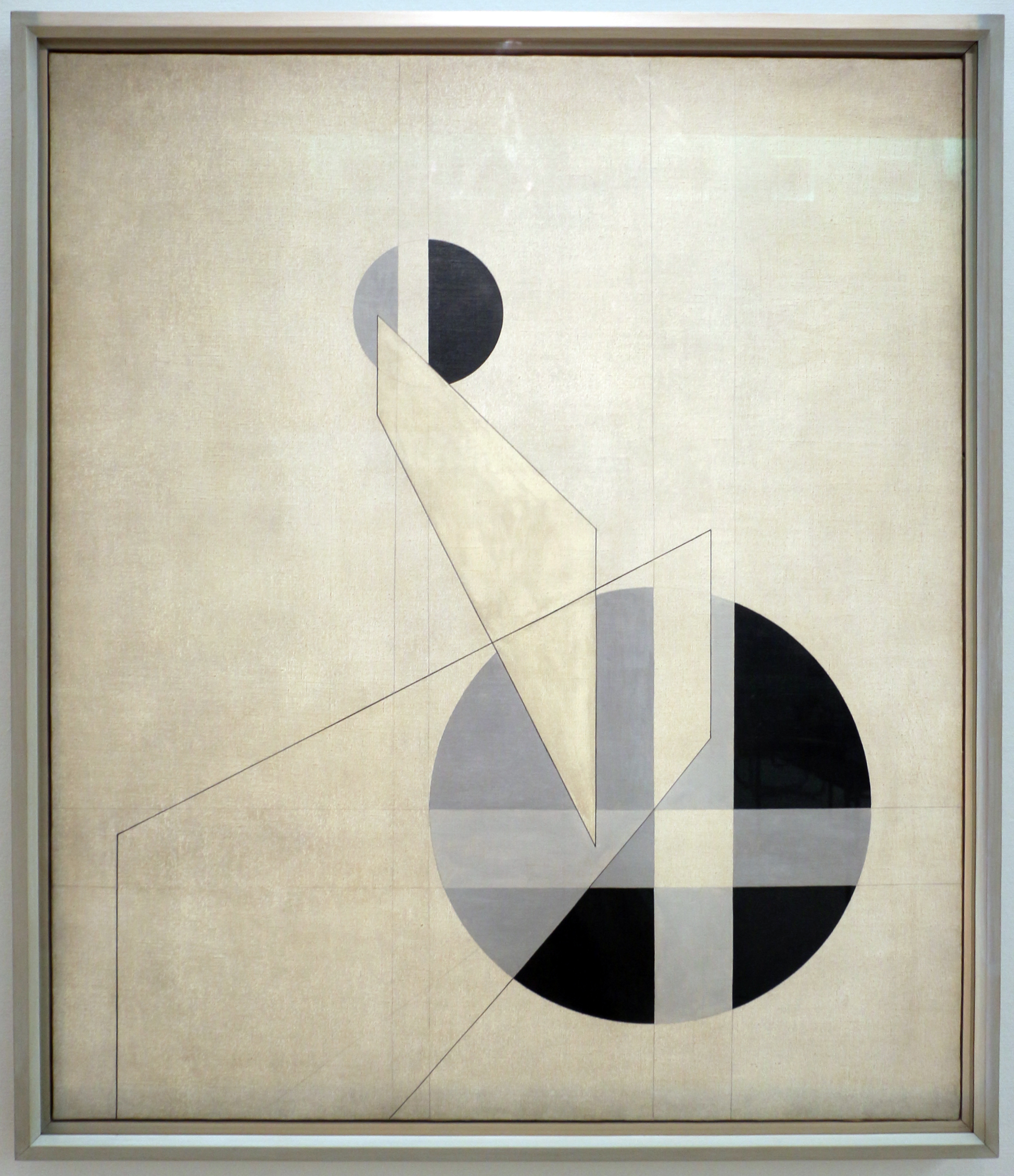
A.XX (1924)
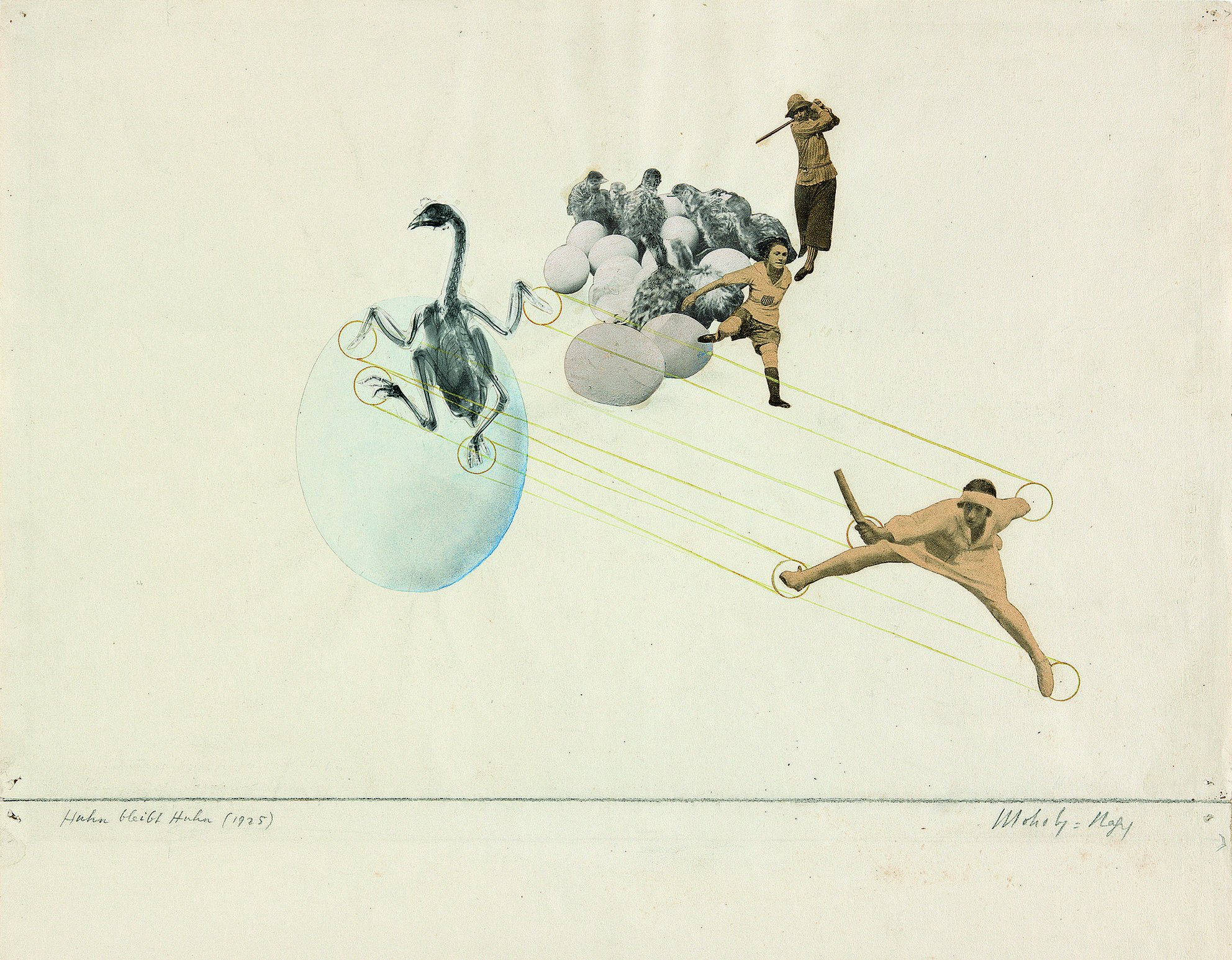
Jednou kuře, navždy kuře (1925)
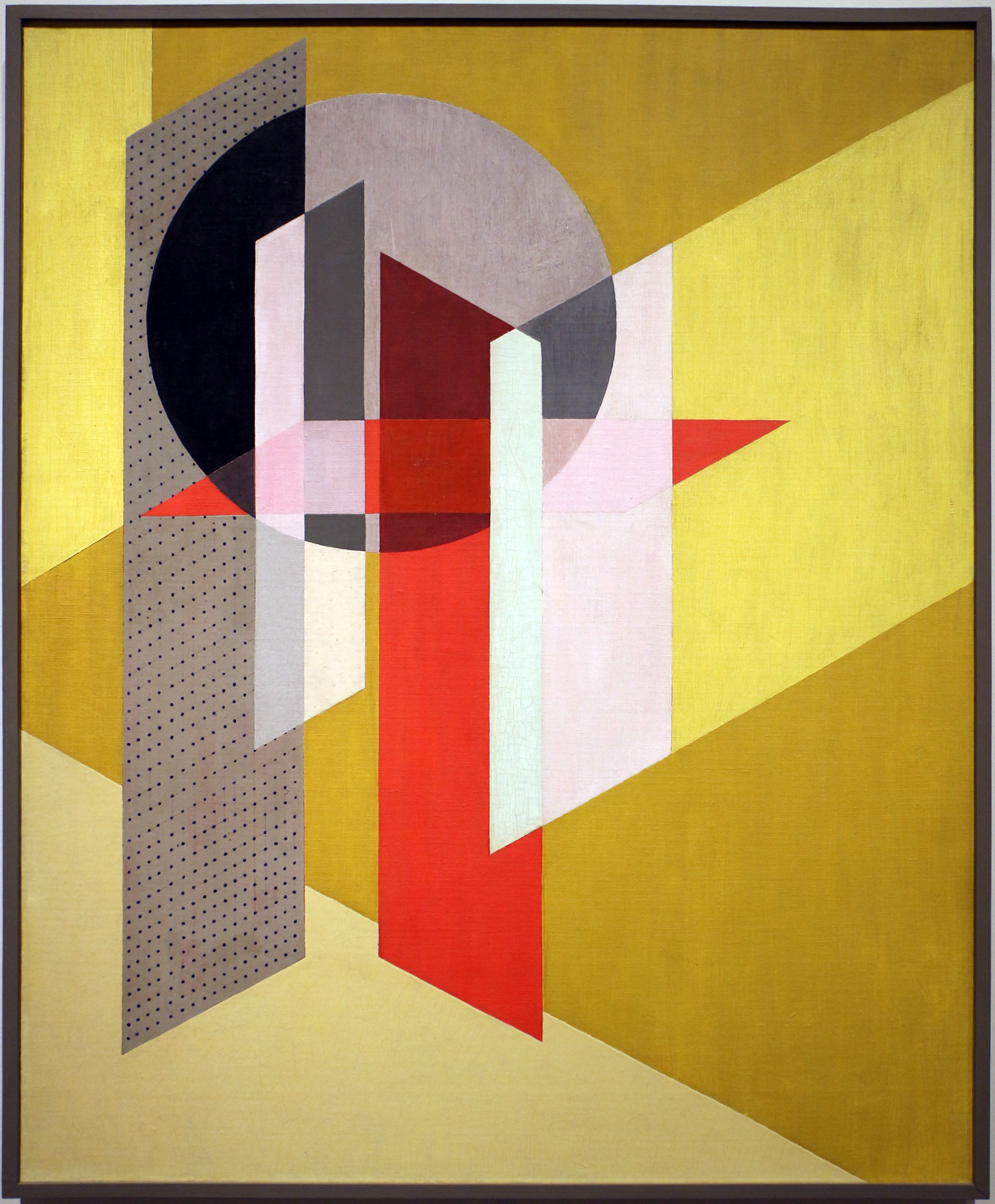
Z VII (1926)
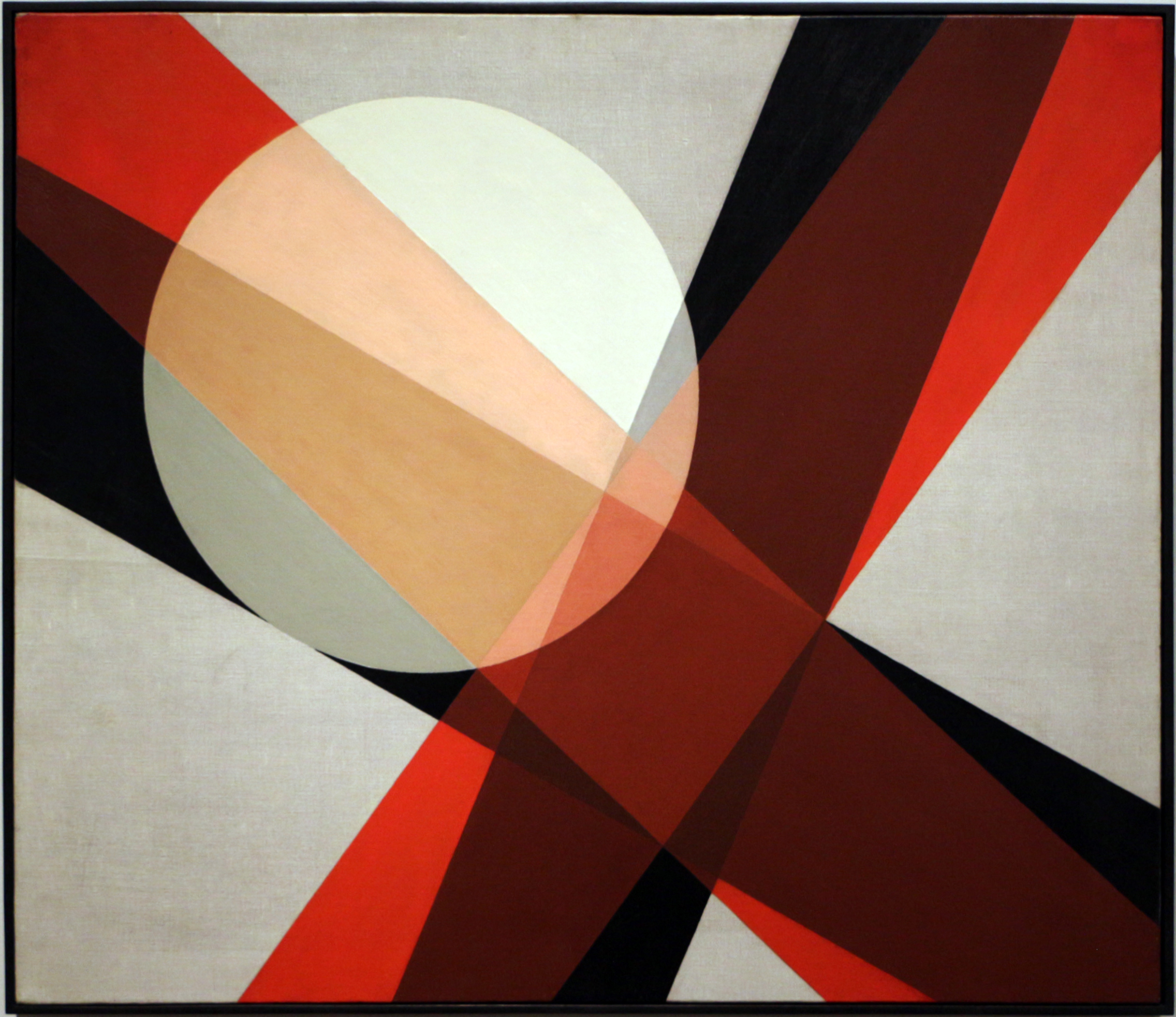
A 19 (1927)
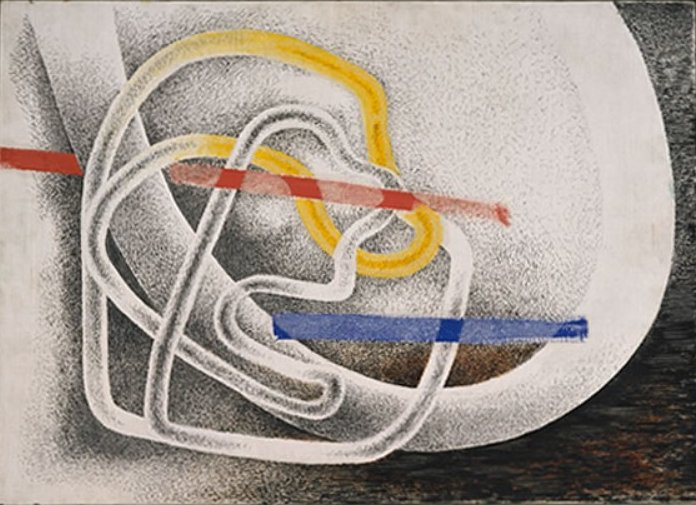
CH XI (1929)
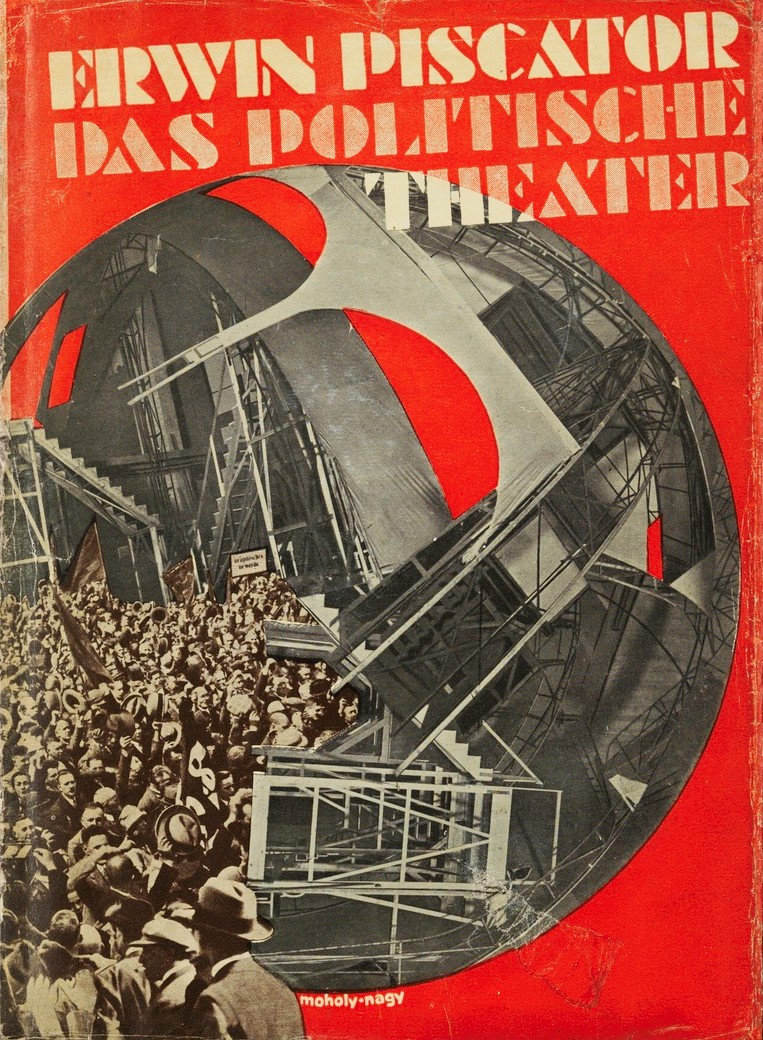
Erwin Piscator - Das politische Theater (1929)
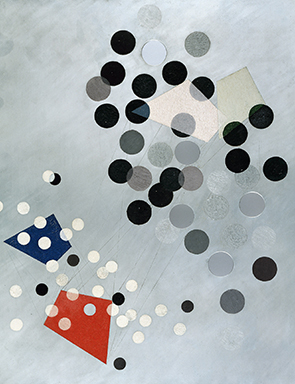
Konstrukce AL6 (1933-1934)
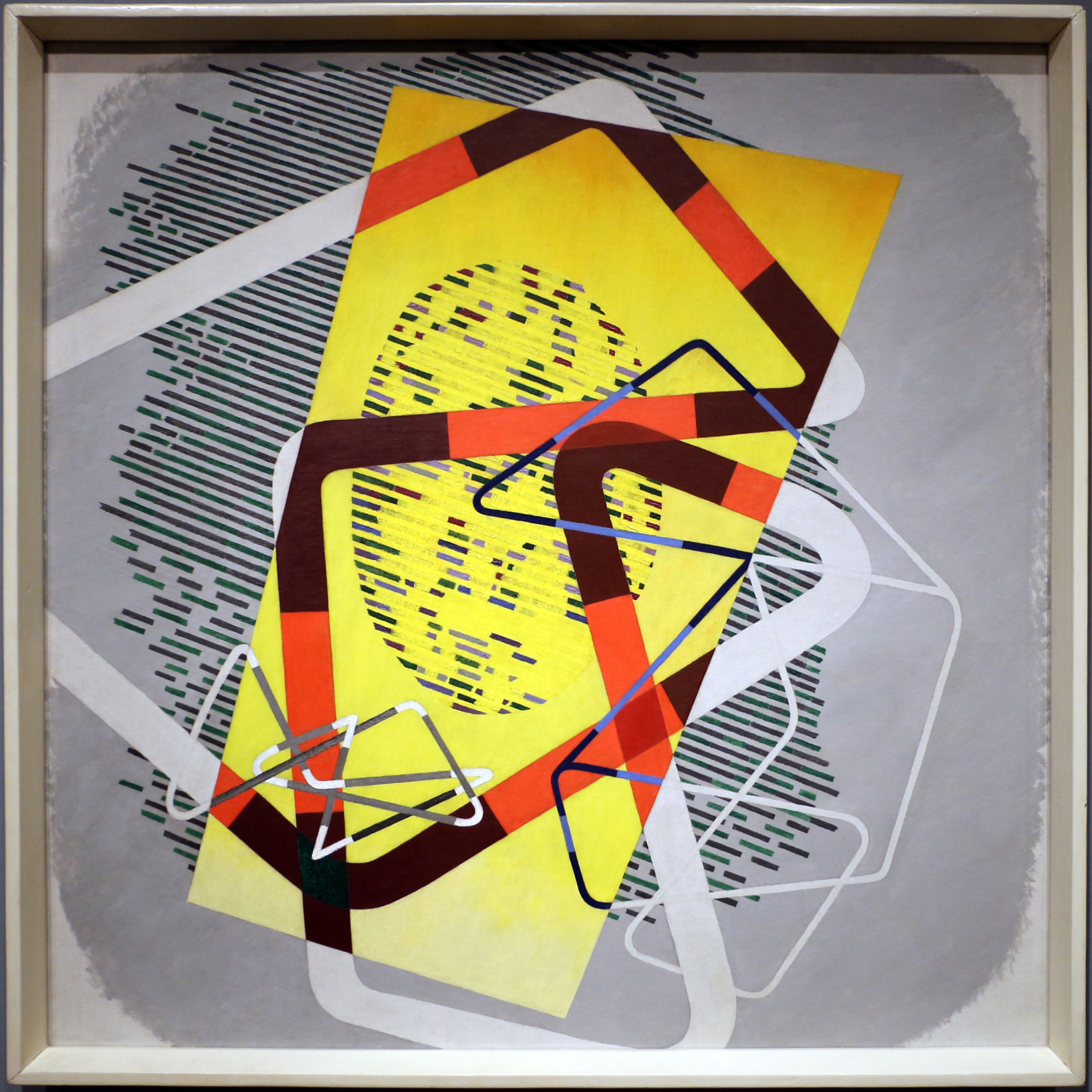
Vesmírný modulátor (1938-1940)
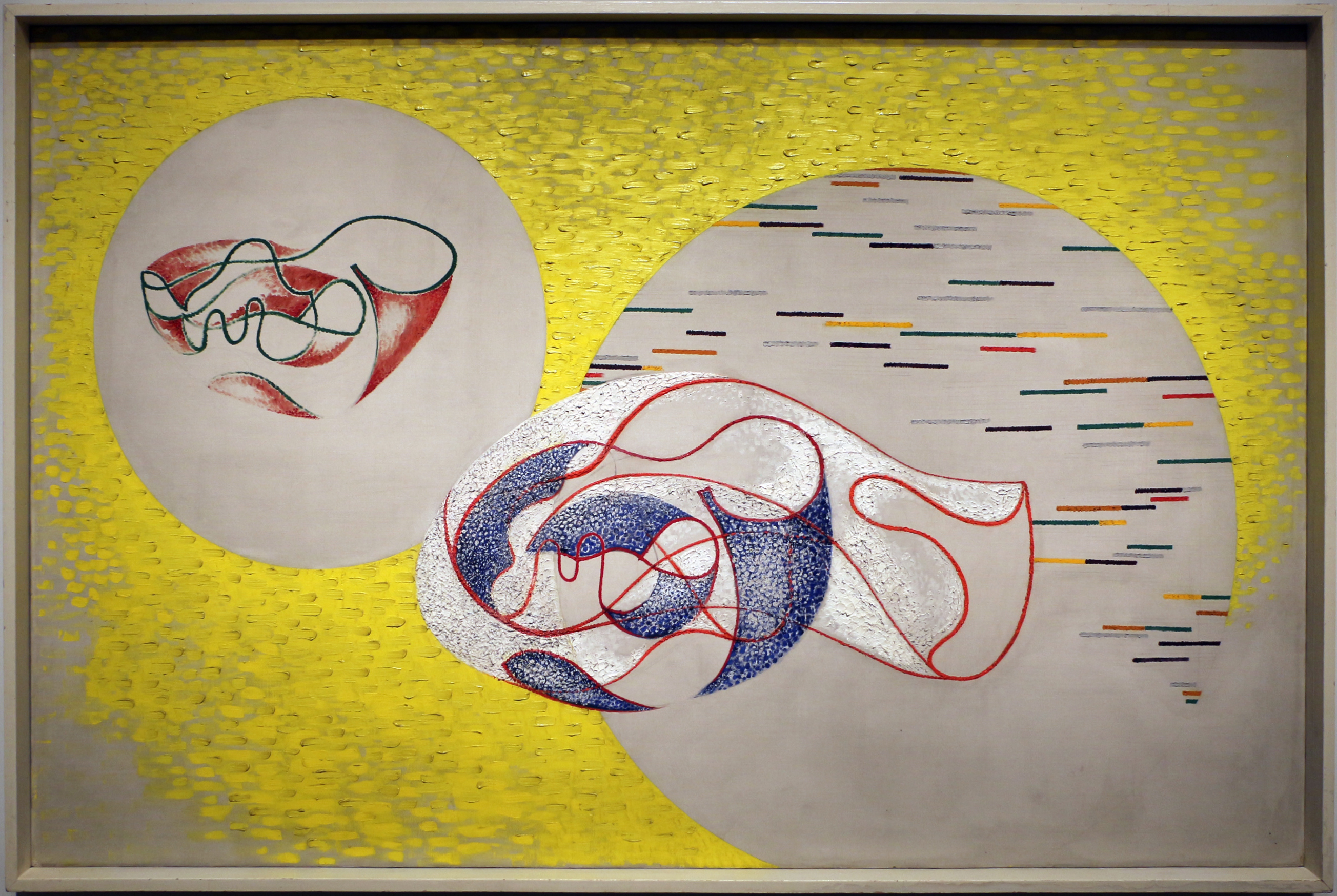
CH B3 (1941)

### Fotografie
- Le Pont transbordeur, 1937, kontaktní kopie[7]

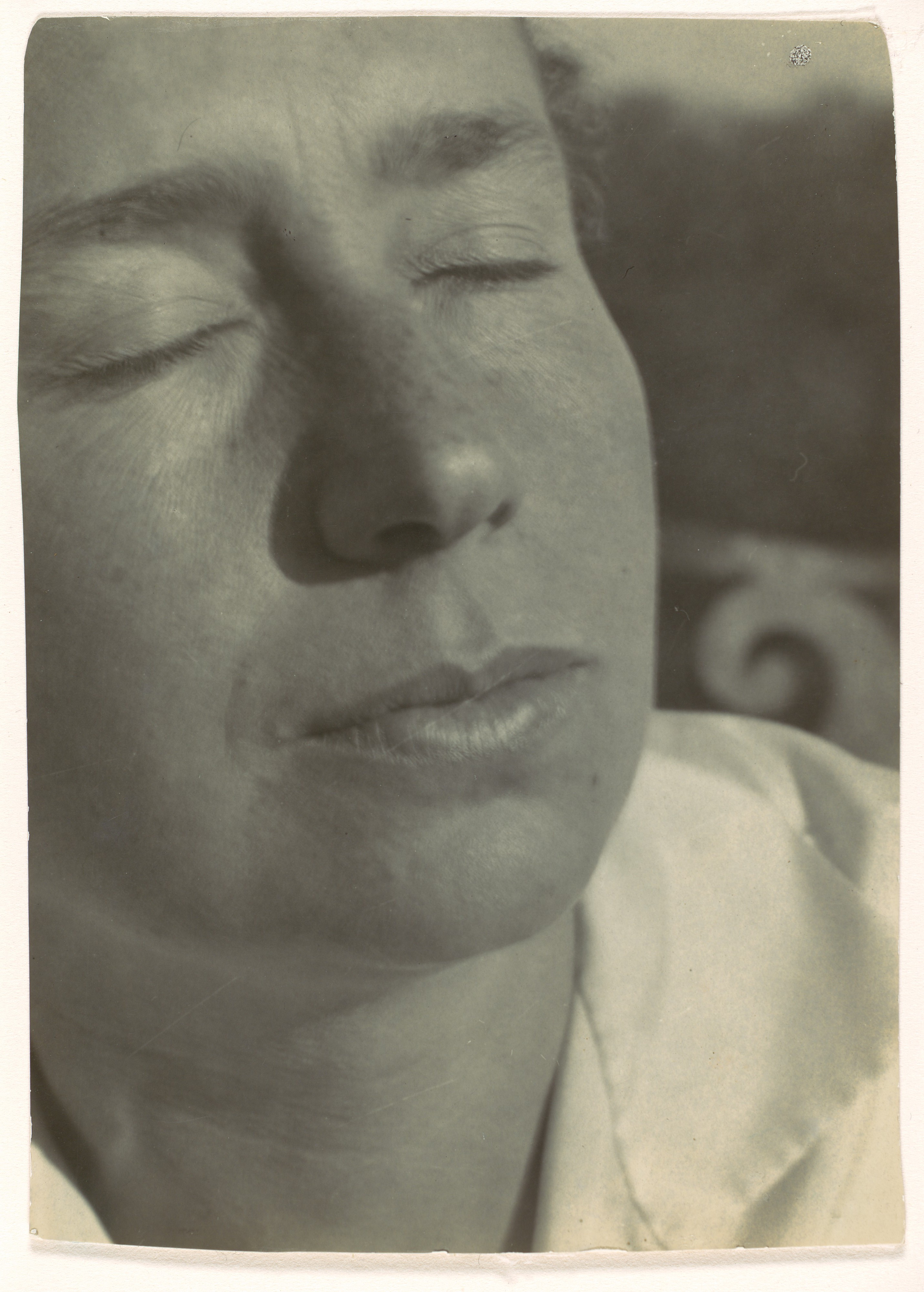
Portrét Lucie Moholy (20. léta)
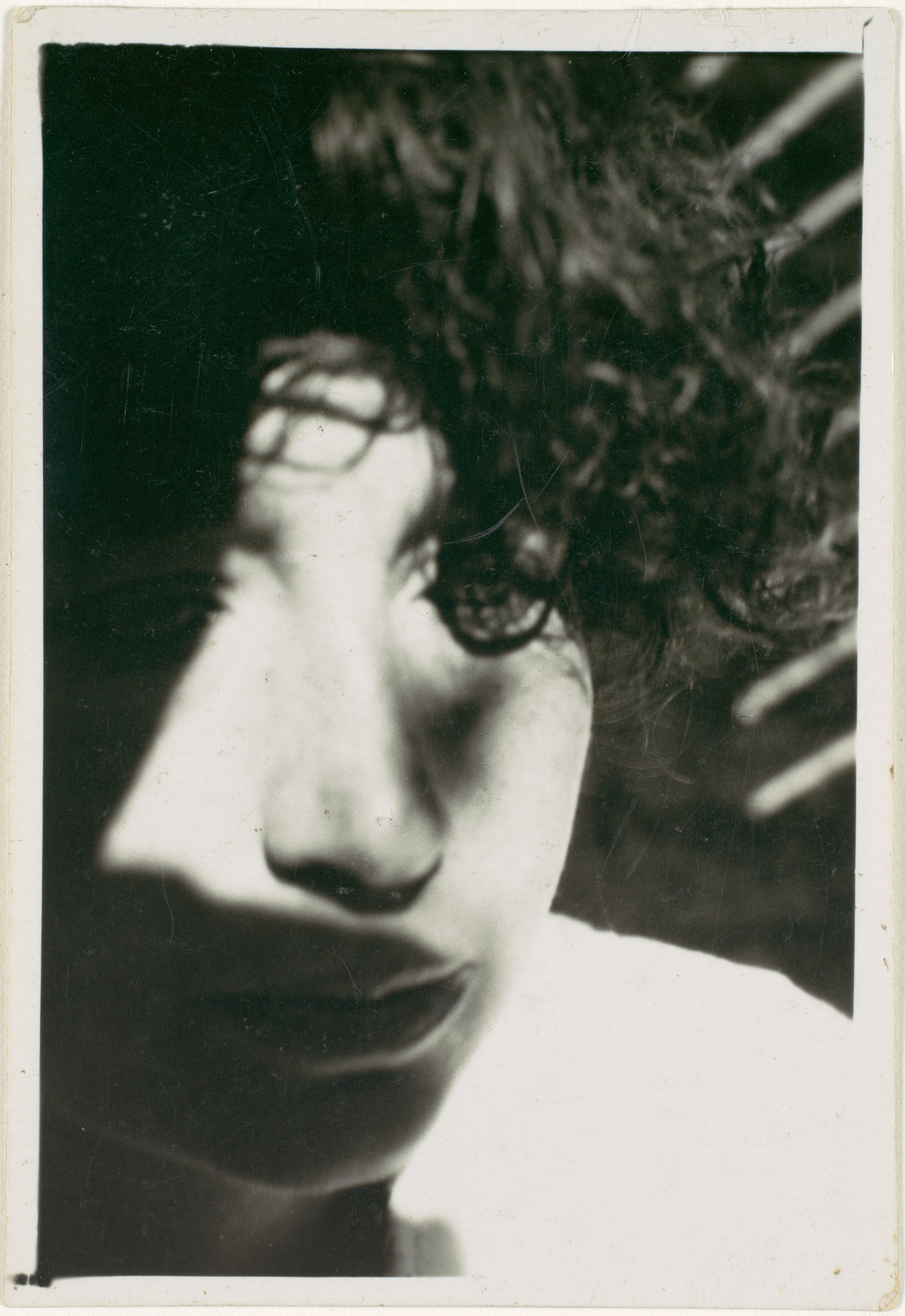
Lucia (asi 1924-1928)
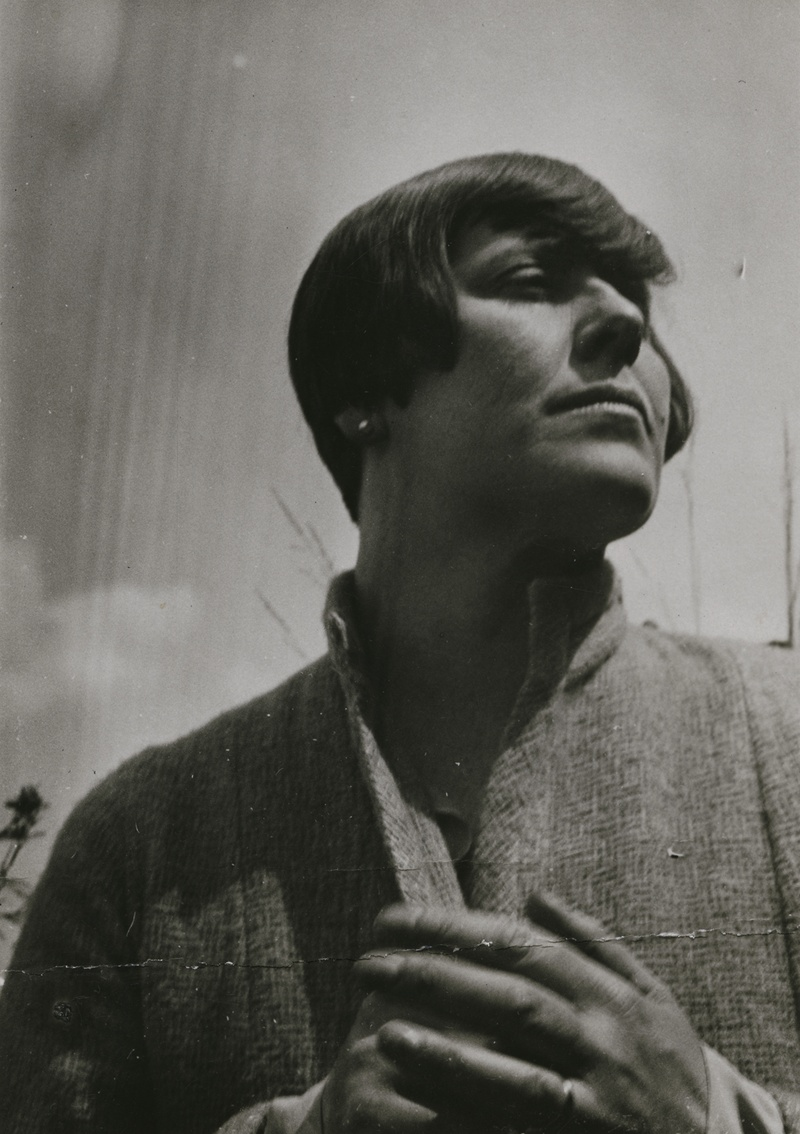
Portrét Hilla von Rebay (1924)
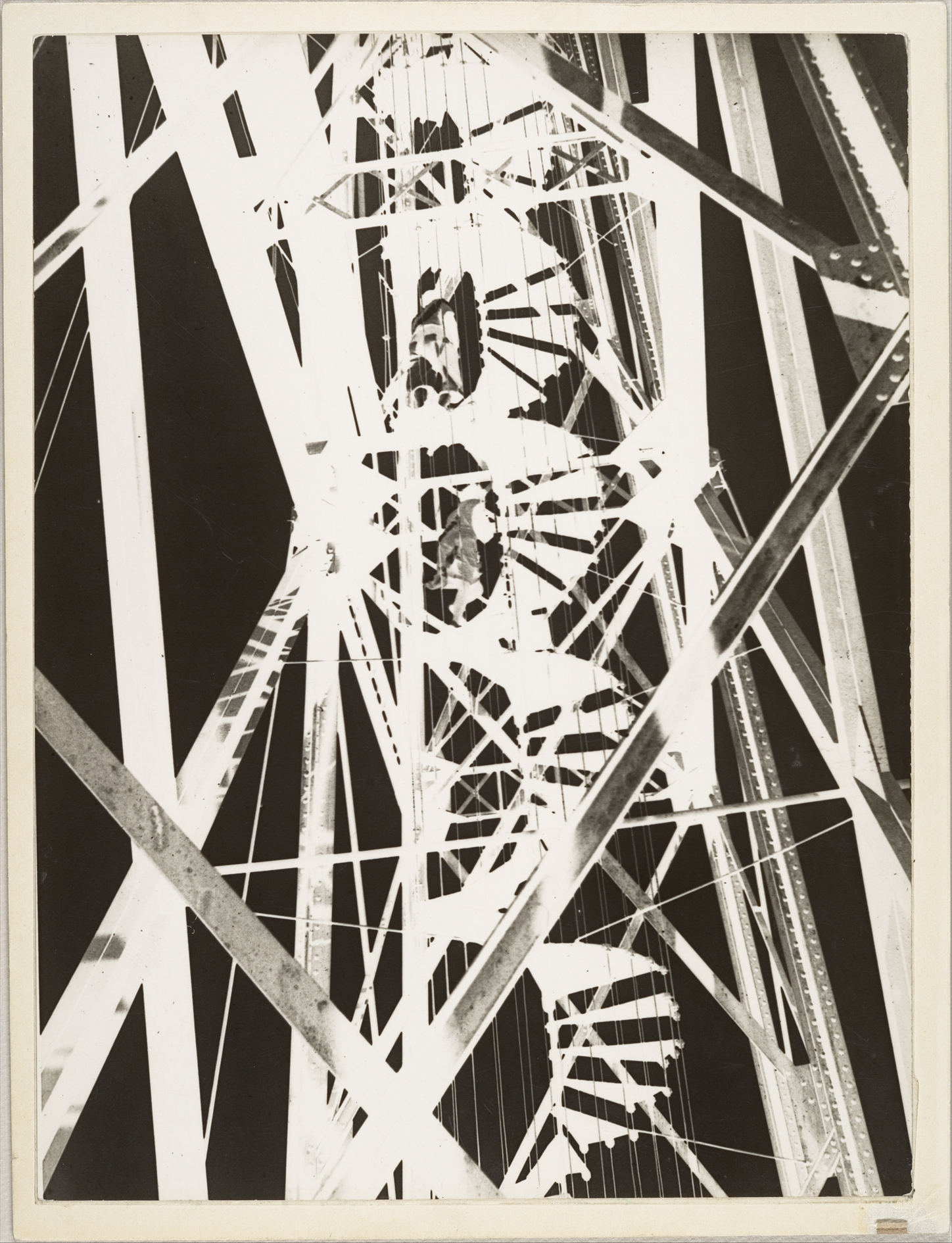
Transporter Bridge, Marseille (1929)
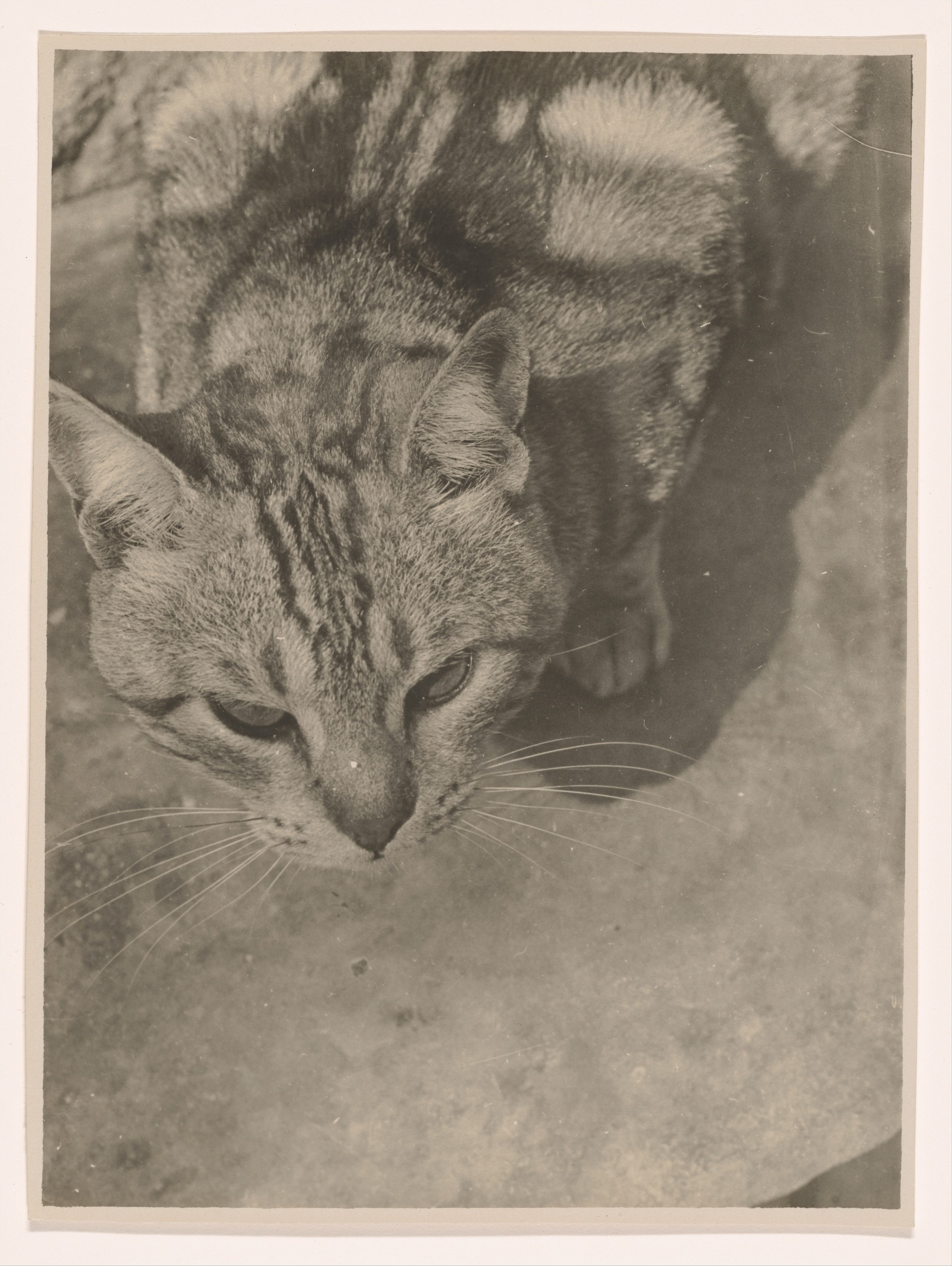
Cat, Seen From Above
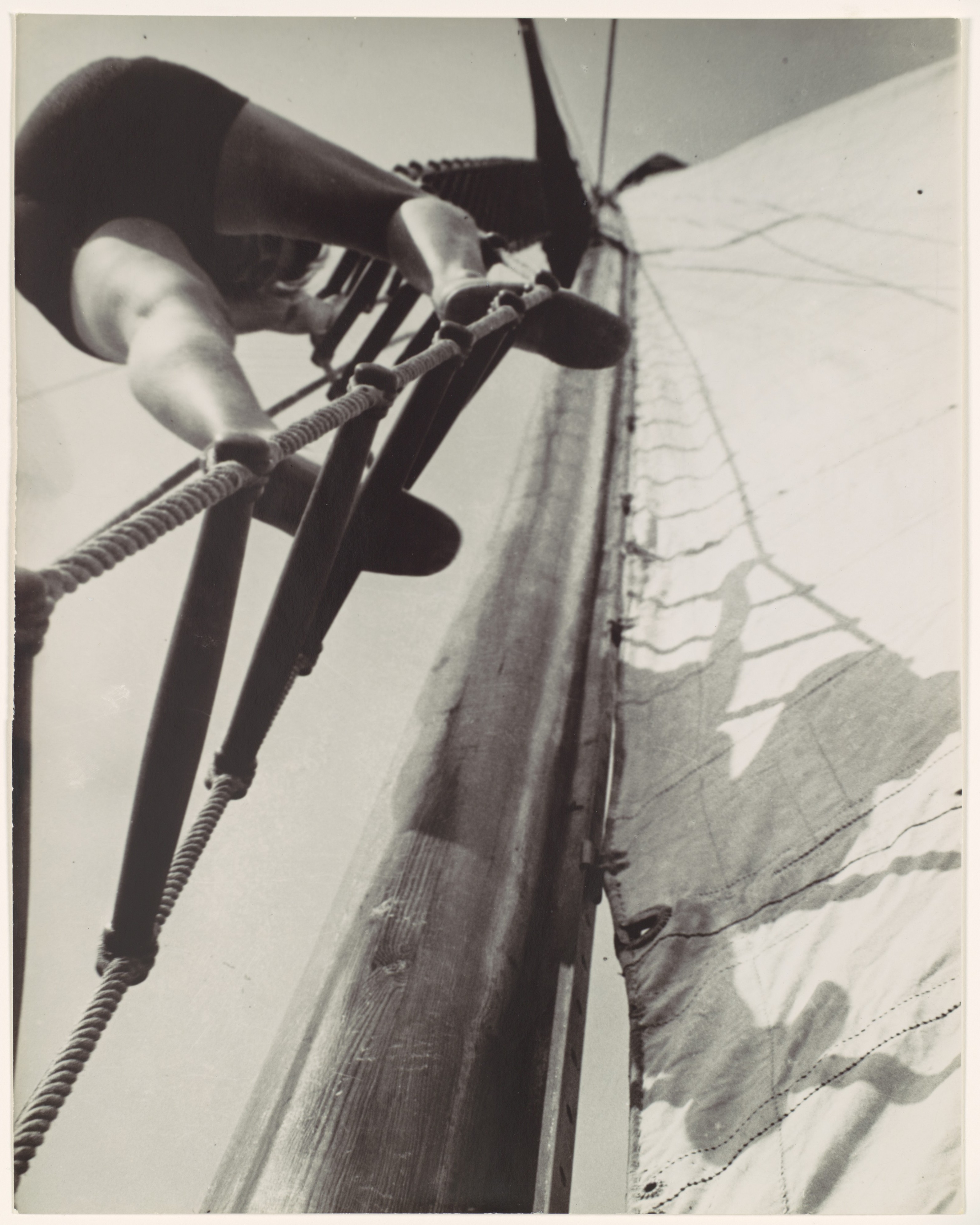
Climbing the Mast
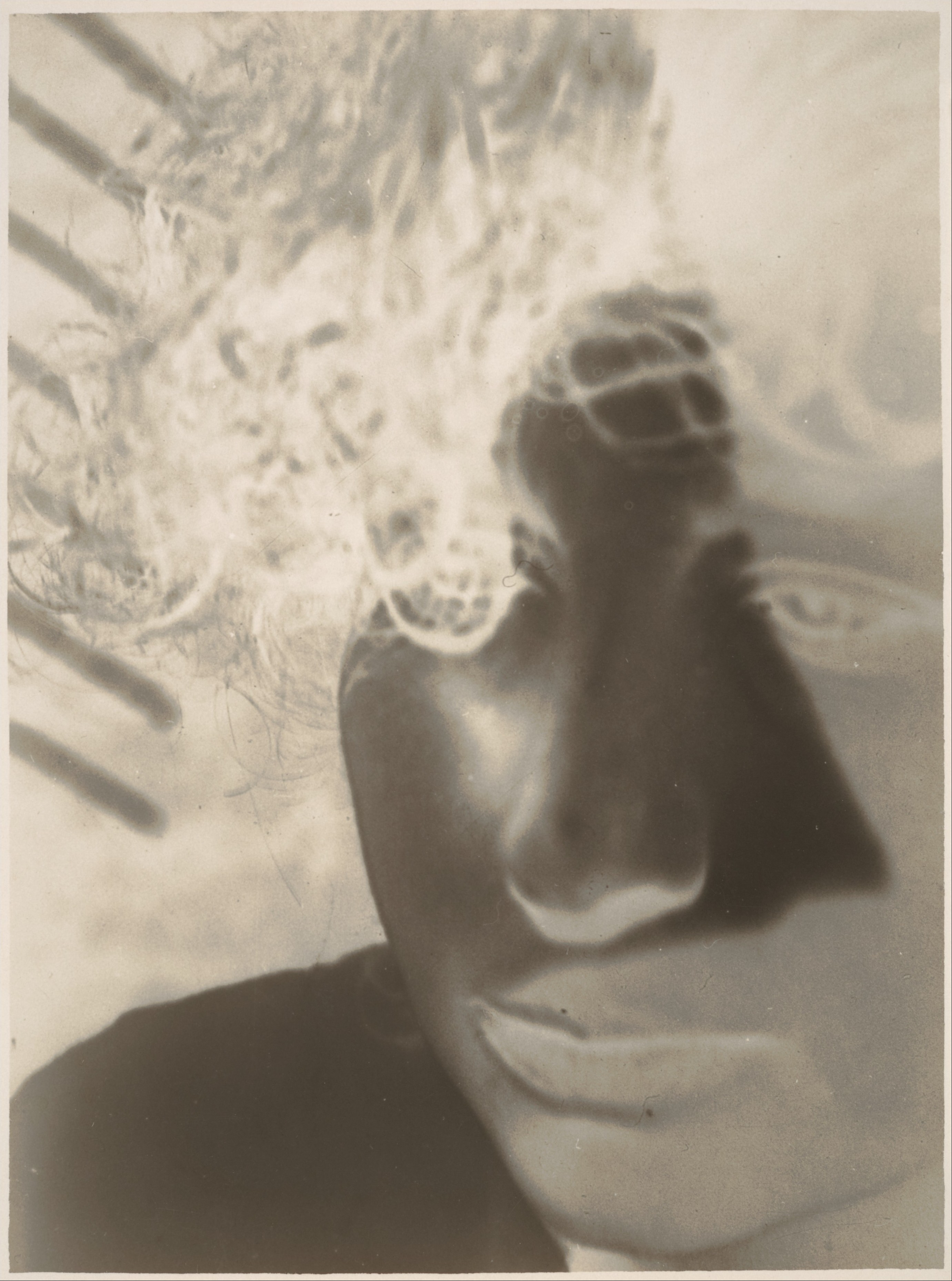
Lucia Moholy
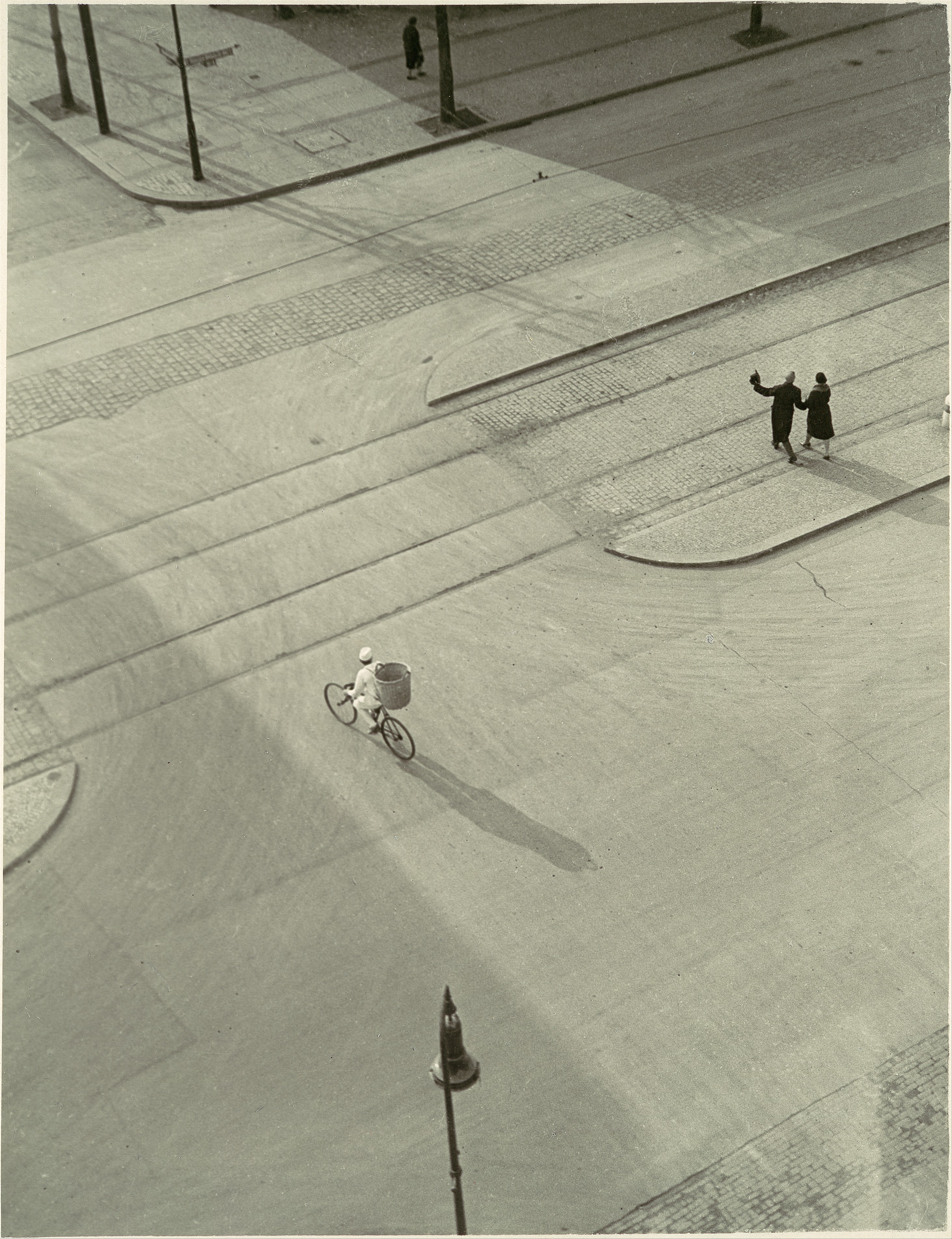
7 A.M. (New Year's Morning)
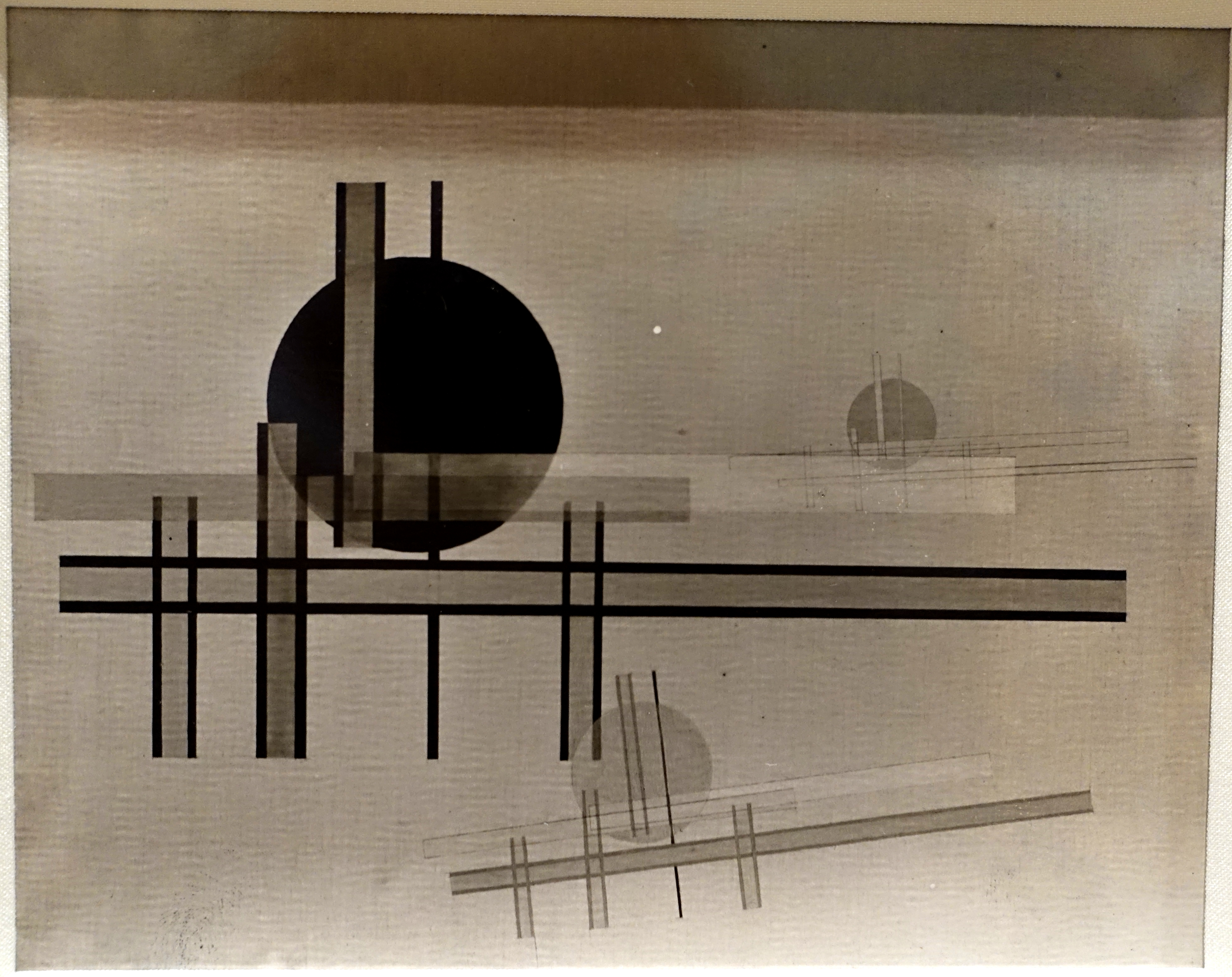
Aluminiumbild, 1926, University of Arizona Museum of Art
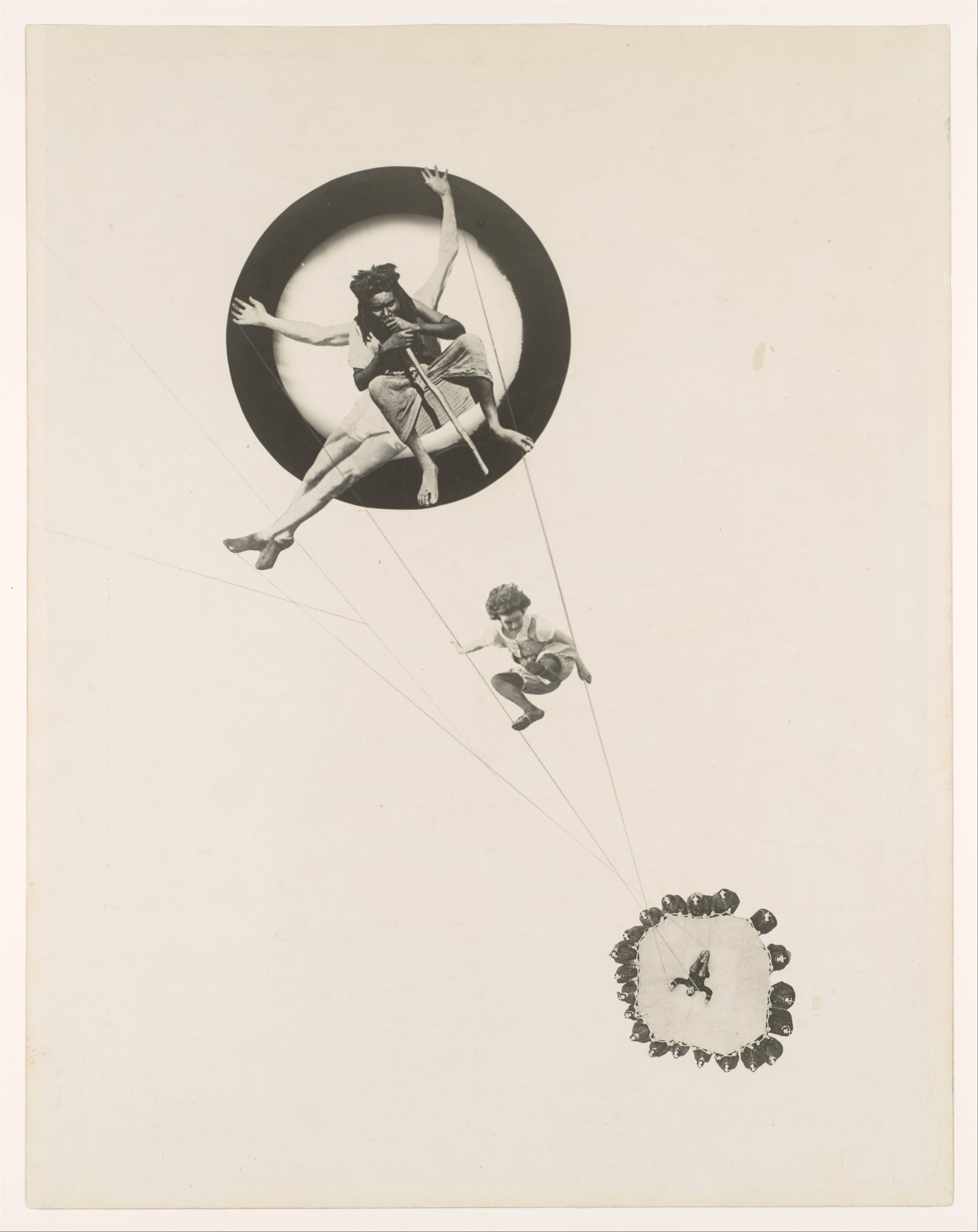
Behind the Back of the Gods
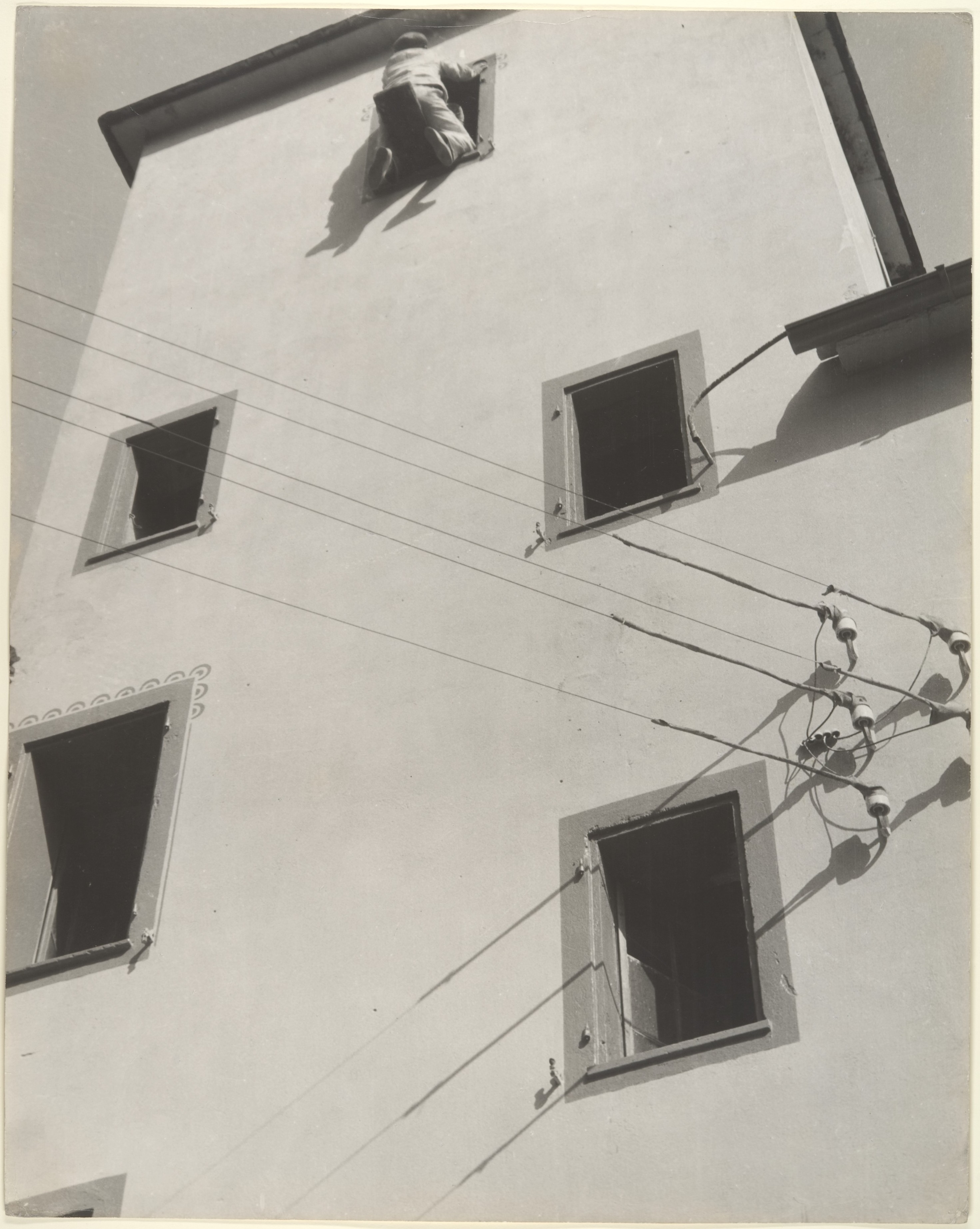
Decorating Work, Switzerland
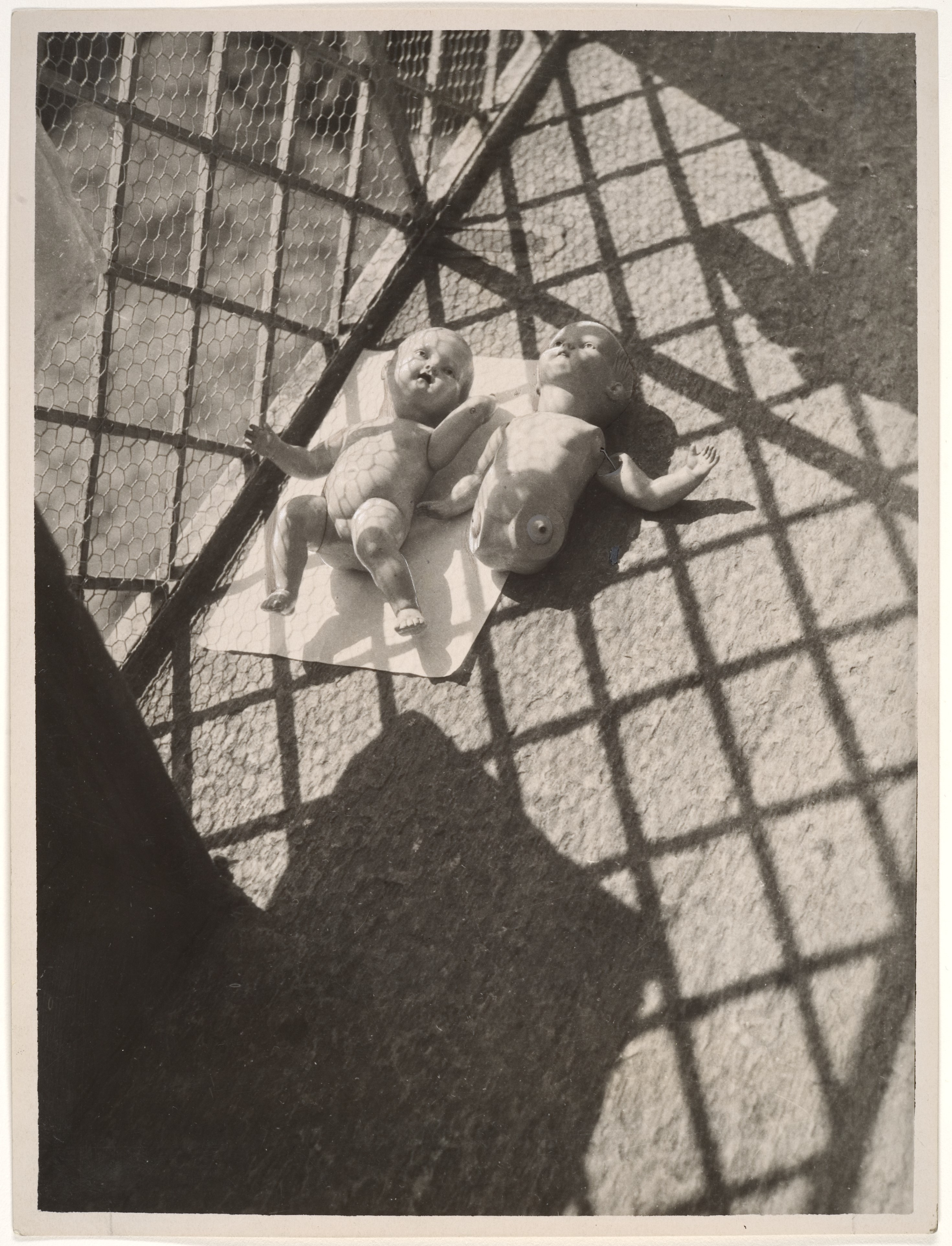
Dolls on the Balcony
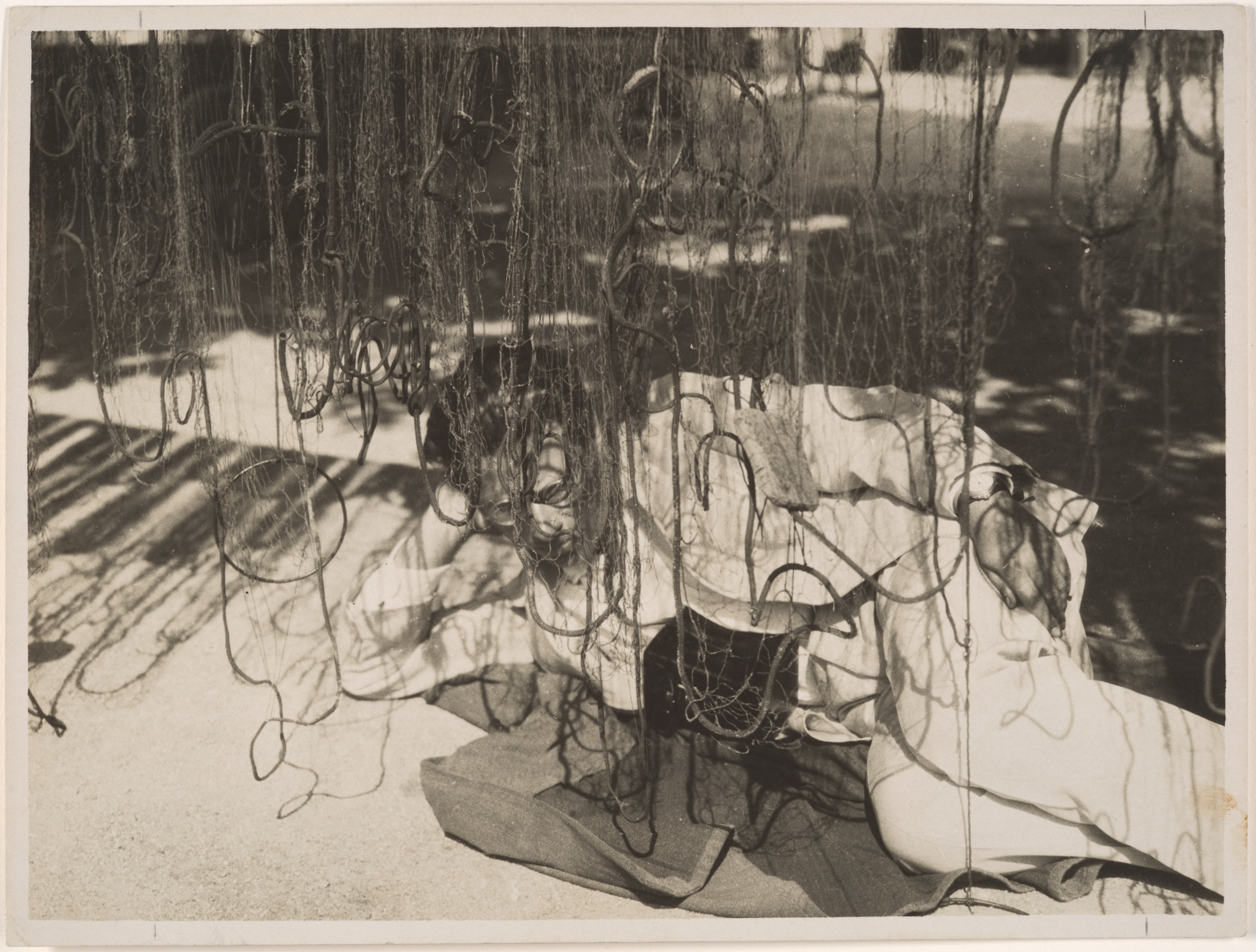
Fischernetze auf Isola Bella
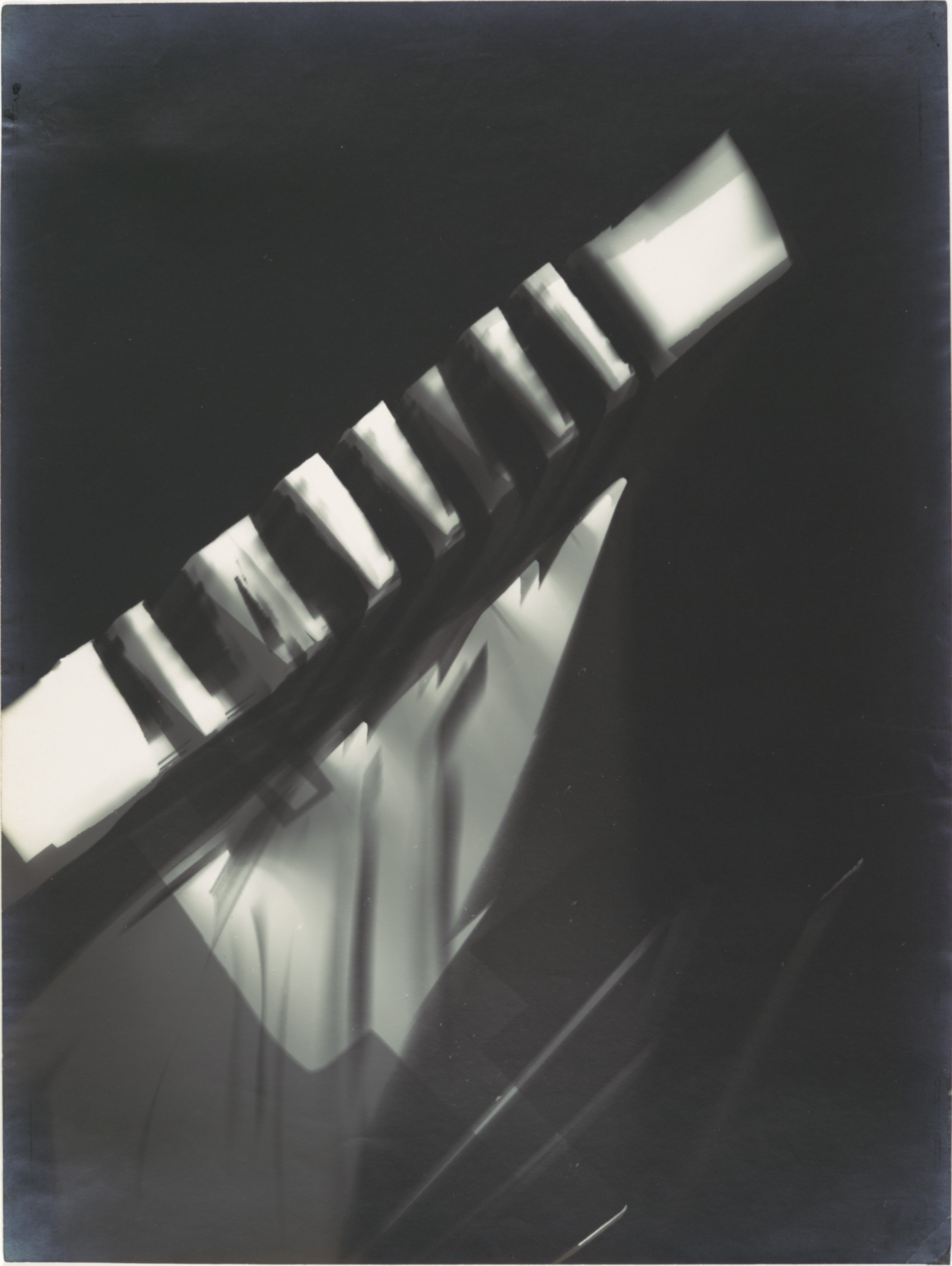
Fotogram

### Sochy

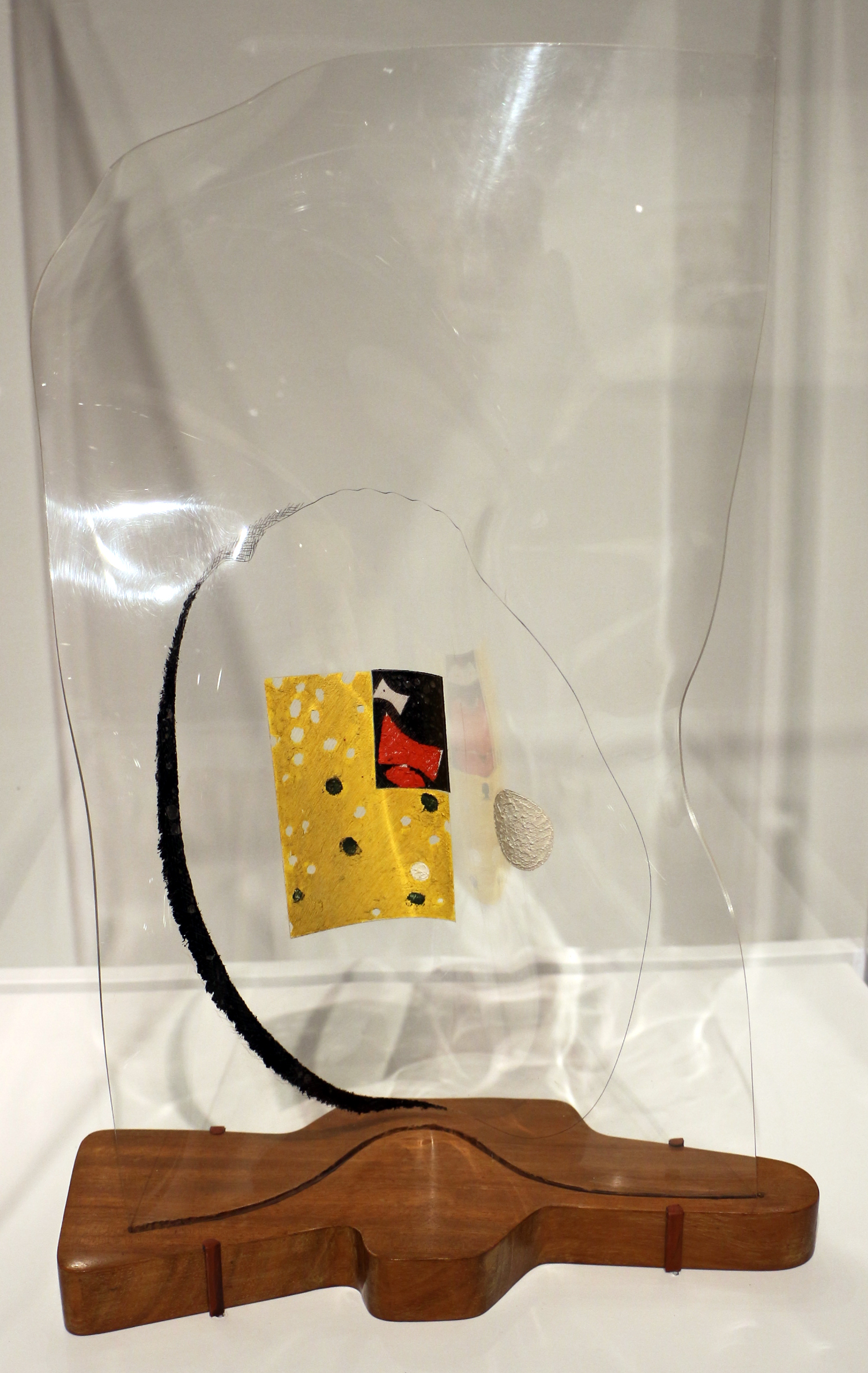
Vesmírný modulátor (1942)
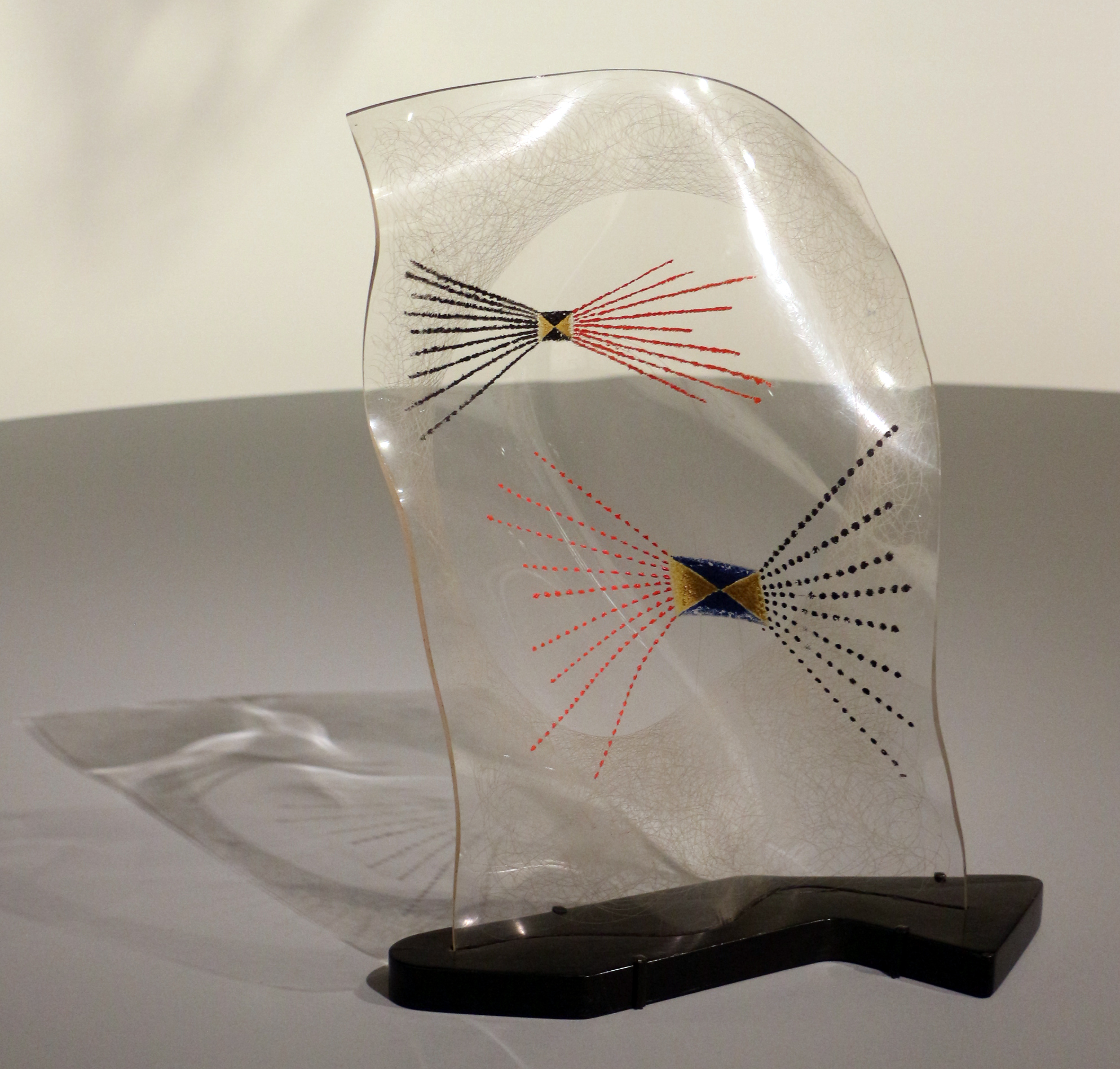
Vertikální černá, červená a modrá (1945)
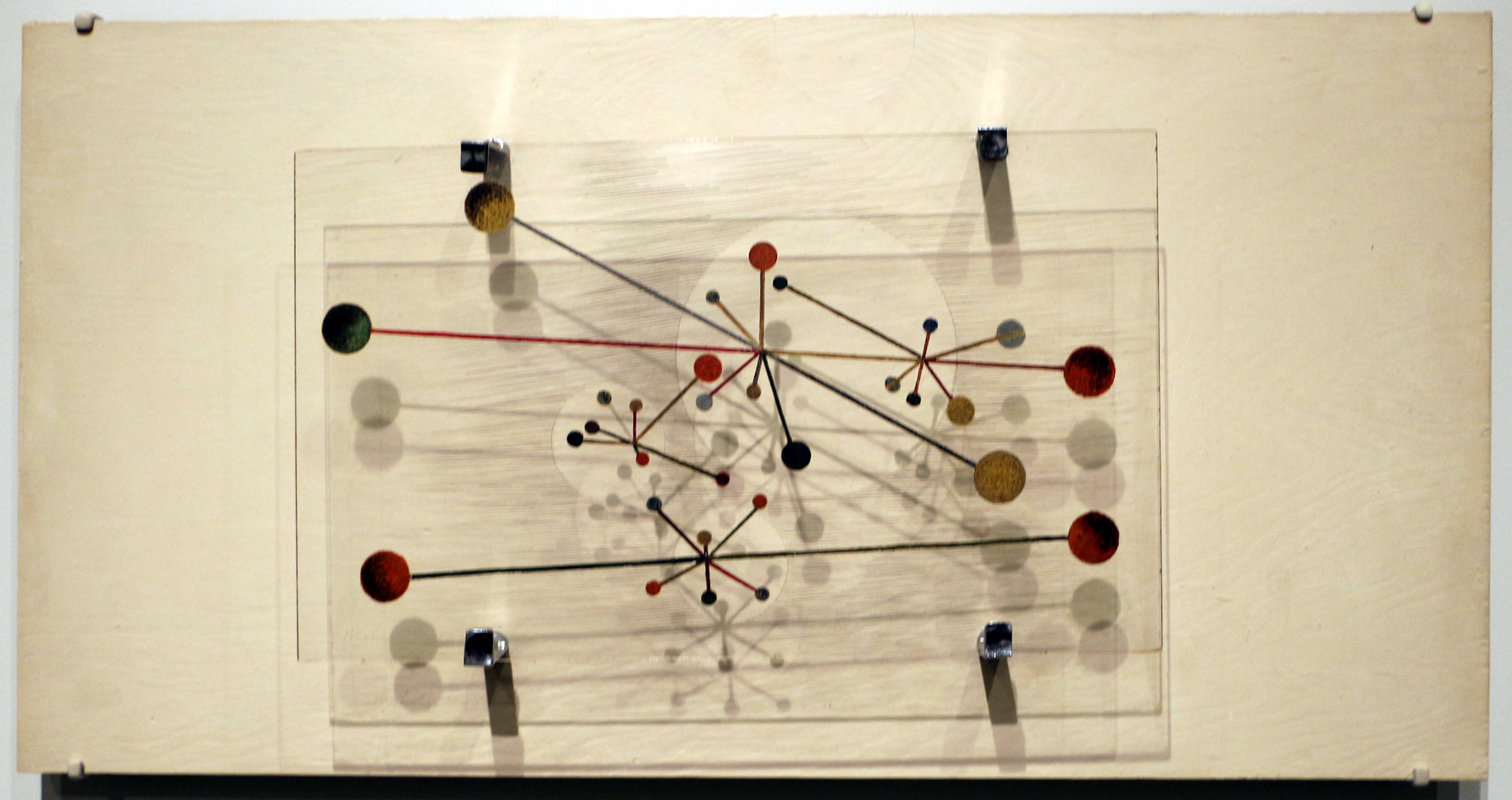
Otočné tyče (1946)